# Revolution in Ägypten 2011

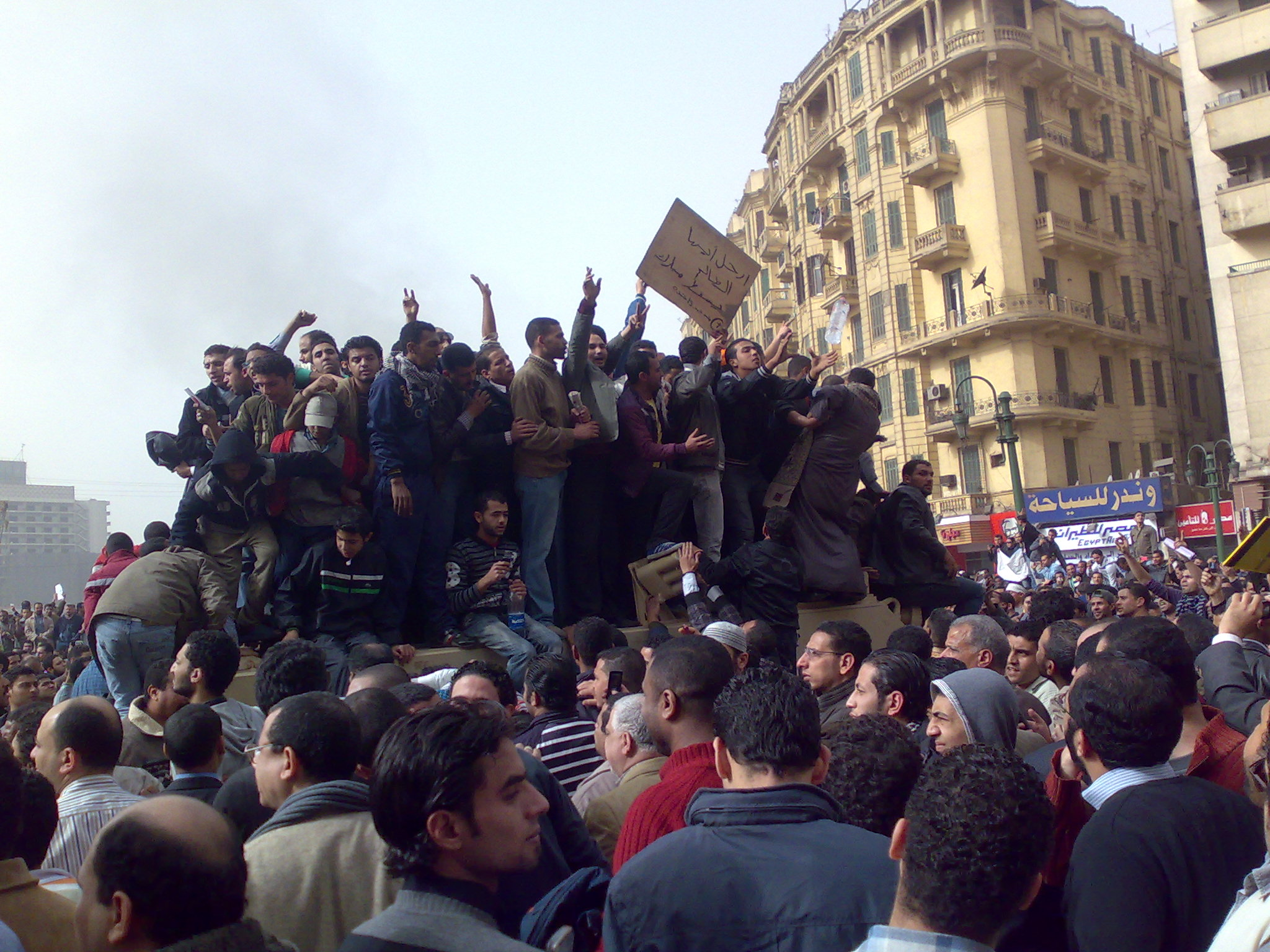
Demonstranten, die am 29. Januar 2011 auf einem Armee-Lastwagen in der Innenstadt von Kairo stehen

Die Revolution in Ägypten 2011 (ägyptisch-arabisch ثورة 25 يناير , thawret 25 yanāyir; Revolution des 25. Januar) war ein durch die tunesische Jasminrevolution inspirierter politischer Umbruch in Ägypten, bei dem Massenproteste unterschiedlicher Teile der ägyptischen Bevölkerung eine Rolle spielten. Die Revolution war Teil des sogenannten „Arabischen Frühlings“.
Am 25. Januar 2011 begannen in den großen Städten Ägyptens Demonstrationen, die am Freitag, dem 28. Januar 2011, bezeichnet als „Tag des Zorns“, einen ersten Höhepunkt erlebten. Die Demonstranten wendeten sich vor allem gegen das von Oktober 1981 bis Februar 2011 bestehende Regime des damals noch amtierenden ägyptischen Präsidenten Muhammad Husni Mubarak, dem Korruption und Amtsmissbrauch vorgeworfen wurde. Am 29. Januar 2011 berief Mubarak Omar Suleiman zum Vizepräsidenten und übertrug ihm Teile seiner Macht. Mubarak wurde am 11. Februar 2011 zum Rücktritt gezwungen. Später ermittelte eine Richterkommission, dass bis zu diesem Tag 846 Menschen gewaltsam zu Tode gekommen waren. Während dieser Tage wurden die Demonstrationen von weltweiten Medienberichten begleitet; der Tahrir-Platz in Kairo war im Zentrum der internationalen Berichterstattung. Auch in Ägypten selber konnten sich die Bürger trotz Zensur über die Ereignisse informieren.
Statt eines von Seiten der Opposition geforderten zivilen Präsidialrates trat an die Stelle von Mubarak ein Militärrat aus hochrangigen Offizieren, der den Demonstranten freie und demokratische Wahlen sowie die Aufhebung der seit 30 Jahren geltenden Notstandsgesetzgebung zusicherte. Der Vorsitzende des Militärrats und damit de facto der Nachfolger Mubaraks war Feldmarschall Mohammed Hussein Tantawi. Entgegen der Erwartung verschärfte der Militärrat am 23. März die Notstandsgesetze, doch zum ersten Jahrestag, am 25. Januar 2012, wurden sie weitgehend aufgehoben. Am 31. Mai 2012 wurden die Notstandsgesetze dann formell beendet, aber inhaltlich in anderer Form wieder weitgehend eingeführt.
Nach der Absetzung Mubaraks begannen bald wieder Demonstrationen. Im Verlaufe des Jahres 2011 wurden immer öfter aus Demonstrationen gewalttätige Zusammenstöße mit Polizisten und Militärs, wobei jeweils einige Demonstranten getötet und hunderte verletzt wurden. Das begann mit den Demonstrationen der christlichen Kopten; ab Herbst 2011 verliefen Proteste gegen den Militärrat häufig in dieser Weise. Der Militärrat reagierte auf große Demonstrationen mehrmals mit der Umbildung der von ihm zuvor eingesetzten Regierung, wobei Tantawi, der provisorischer Oberbefehlshaber der Streitkräfte Ägyptens, Verteidigungsminister und Minister für militärische Produktion ist, stets im Amt blieb. Tantawi wurde im August 2012 in den Ruhestand versetzt; sein Nachfolger wurde Abd al-Fattah as-Sisi.
Die frühere Regierungspartei des ägyptischen Ex-Präsidenten, die Nationaldemokratische Partei (NDP), wurde vom Obersten Verwaltungsgericht Ägyptens aufgelöst. Am 8. April wurde der ehemalige Präsident Mubarak verhaftet und Anfang Juni 2012 von einem Gericht zu einer lebenslangen Freiheitsstrafe verurteilt. Wegen Geldwäsche und illegaler Bereicherung wurde der ehemalige Innenminister Habib al-Adli zu einer zwölfjährigen Freiheitsstrafe verurteilt; Anfang Juni 2012 wurde er wegen der Tötungen während der Revolution zu einer lebenslangen Haftstrafe verurteilt.
Im März 2013 wurde vom Kassationshof ein Wiederaufnahmeverfahren des Geldwäscheprozesses angeordnet. Im März 2015 wurde er entlassen.
Parlamentswahlen für beide Kammern des Parlaments begannen am 28. November 2011 und dauerten mehrere Monate. Die islamistischen Parteien gewannen die Wahl zur ägyptischen Volksversammlung mit etwa 70 Prozent. Die derzeitige Verfassunggebende Versammlung ist durch überkonstitutionelle Prinzipien beschränkt. (englisch supra-constitutional principles) Die Präsidentschaftswahl erfolgte im Mai und im Juni 2012.
Nachdem das Verfassungsgericht am 14. Juni 2012 die Wahl zur Volksversammlung in Teilen für fehlerhaft erklärte, löste der Militärrat die Volksversammlung am 16. Juni auf, übernahm dessen Gesetzgebungs- und Budgetrecht und verbot den Abgeordneten den Zutritt zum Parlament. Die Stichwahl zum ägyptischen Präsidenten, zwischen dem Kommandeur der Luftwaffe Ahmad Schafiq und dem Muslimbruder und Parteivorsitzenden Mohammed Mursi, fand trotzdem statt, wobei der Militärrat noch über die Befugnisse des Präsidenten entscheiden wollte. Zum neuen Präsidenten Ägyptens wurde Mohammed Mursi mit 51,7 Prozent der Stimmen gewählt, die Wahlbeteiligung soll bei 51 Prozent gelegen haben. Nach der Wahl trat Mursi von seinen Posten bei den Muslimbrüdern und seiner Partei zurück. Präsident Mursi setzte per Dekret die Volksversammlung am 8. Juli wieder ein und so wurde am 10. Juli eine kurze Sitzung der Abgeordneten abgehalten.
Die Amtszeit Mursis wurde als Folge der anhaltenden Proteste durch den Umsturz am 3. Juli 2013 beendet.

## Hintergrund

### Ausgangslage
Bereits kurz nach seinem Amtsantritt ließ Mubarak 1982 ein Notstandsgesetz verabschieden, das ihm diktatorische Vollmachten verlieh. Grund war das Attentat fundamentalistischer Angehöriger der ägyptischen Streitkräfte auf seinen Vorgänger Anwar as-Sadat, bei dem dieser 1981 getötet worden war.
Im Vorfeld der Präsidentschaftswahlen 2005 organisierte sich die Opposition in der Bewegung Kifaja (= es reicht) und in der Partei al-Ghad (Morgen-Partei) und sorgte für Wirbel auf dem politischen Parkett, in den Medien und durch Kundgebungen auf den Straßen. Mubarak versprach eine politische Öffnung des Landes und die Zulassung unabhängiger Kandidaten zu den Präsidentschaftswahlen. Nachdem die islamistische Muslimbruderschaft bei den Wahlen an Einfluss gewonnen hatte, wurde der Liberalisierungskurs wieder gestoppt.
In der Innenstadt von Kairo fanden in der Folgezeit öfter Demonstrationen, insbesondere vor den Hauptsitzen der Juristen- und Journalistenvereinigung, sowie unweit vor der Parteizentrale von al-Ghad statt, die bereits damals schon von in Zivil gekleideten Schlägertruppen gestört wurden. Auch in den Universitäten protestierten Studenten trotz Verbote. 2008 kam es zu den ersten Massenkundgebungen. Durch den illegalen Weiterverkauf von Mehl entstanden Engpässe bei der Auslieferung von staatlich subventionierten Brot. In al-Mahalla al-kubra protestierten Zehntausende. Diese Brotunruhen wurden von der Jugendbewegung 6. April mitorganisiert, die bereits Arbeiterstreiks im März 2008 in den Textilbetrieben der Delta-Stadt unterstützten.
Ende 2010 fanden von Wahlbetrug geprägte Parlamentswahlen in Ägypten statt, bei denen die Nationaldemokratische Partei Husni Mubaraks 420 der 508 Sitze errang. Die Oppositionsparteien erreichten nur drei Prozent der Mandate im Parlament. Einzig die Muslimbruderschaft verfügt über eine gut organisierte Mitgliederbasis; sie hielt sich bei den Protesten bisher im Hintergrund.
In einer Umfrage der Gallup Organization von September/Oktober 2010 waren weniger als ein Drittel der Befragten der Meinung, dass es bei den Wahlen in ihrem Land ehrlich zugehe. Im März 2009 waren 96 Prozent der Befragten der Meinung, dass Meinungsfreiheit als Grundrecht in die Verfassung aufgenommen werden solle.

### Ursachen
Ursachen für die erhöhte Protestbereitschaft sind der Unmut über das autoritäre Regime mit einem ausgeprägten Sicherheitsapparat, fehlende Mitsprachemöglichkeiten der Bürger, der fehlende Reformwille, Korruption in Staat, Wirtschaft und Verwaltung. Ein Bevölkerungswachstum von 50 auf 85 Millionen Menschen, innerhalb der letzten 25 Jahre, übte enormen Druck auf den Arbeitsmarkt und die regionale Lebensmittelproduktion aus und trug wesentlich zu hoher Arbeitslosigkeit insbesondere der jüngeren Bevölkerung und einer wachsenden Armut bei. Zudem schwand durch eine Umorientierung der Zuwanderungspolitik, insbesondere von Seiten der Golfstaaten, die Chance der Misere zu entkommen. Unter der Jugend war Frustration bis Resignation weit verbreitet: Durch eklatante Defizite in religiösen und staatlichen Bildungseinrichtungen einerseits und den oft hohen Standards an Privatschulen mit Schulgeldern, die meist den Durchschnittslohn übersteigen, andererseits wird der soziale Status „weitervererbt“. Aufgrund wachsender ökonomischer Anforderungen im Vorfeld der Eheschließung sparen ägyptische Familie jahrelang Unsummen, die dem zweieinhalbfachen Pro-Kopf-Jahreseinkommen entsprechen. Zwischen Antrag und Hochzeit vergehen deshalb mittlerweile in den Städten sechs Jahre. Durch Teuerungswellen und rigoroser Sozialabbau in der neokonservativen Endphase der Herrschaft Mubaraks wuchsen Zukunftsängste und die Verarmung nahm zu.
Weltweit steigende Nahrungsmittel- und Energiepreise verschärften die Situation weiter, da sie zunehmend die wirtschaftlichen Möglichkeiten von nennenswerten Teilen der Bevölkerung überschritten.
Die OECD mahnte im November 2010 gegen die Korruption vorzugehen, die Inflationsrate lag zuletzt bei elf Prozent. Zwar habe Mubarak Wirtschaftsreformen angestoßen, doch profitiere davon nur die wirtschaftliche Elite, die vermehrt Einfluss gewann und die Präsidentenfamilie stützte.
Neben der Unzufriedenheit mit dem System wird auch darüber diskutiert, inwiefern moderne Kommunikationstechnologien (Mobiltelefone, Internet, aber auch der Empfang vom Satellitenfernsehen insbesondere im Zusammenhang mit dem Empfang von Al Jazeera) die Proteste förderten. In Ägypten haben rund 17 Millionen Menschen (rund 20 Prozent der Bevölkerung) einen Internetzugang, Mobiltelefone sind hingegen auch in der ärmeren Bevölkerung weiter verbreitet. Im Internet konnte durch Blogs und Plattformen wie z. B. Twitter eine Informationsstruktur abseits des Mainstreams ermöglicht werden, weswegen ein Konsens darüber besteht, dass es die Proteste gefördert habe. Allerdings wird diese Rolle von Beobachtern als eher unterstützend und nicht fundamental eingeschätzt (auch nach Abschaltung des Internets gingen die Proteste unvermindert weiter), sowie darauf verwiesen, dass das Internet neben der Verbreitung von alternativen Informationen auch zur getarnten Verbreitung von PR durch Regime geeignet ist.

### Träger des Protestes
Als wichtige Vorläufer der Proteste werden die Kifaja-Bewegung und die unabhängigen Gewerkschaftsproteste gegen die schlechten Arbeitsbedingungen angesehen.

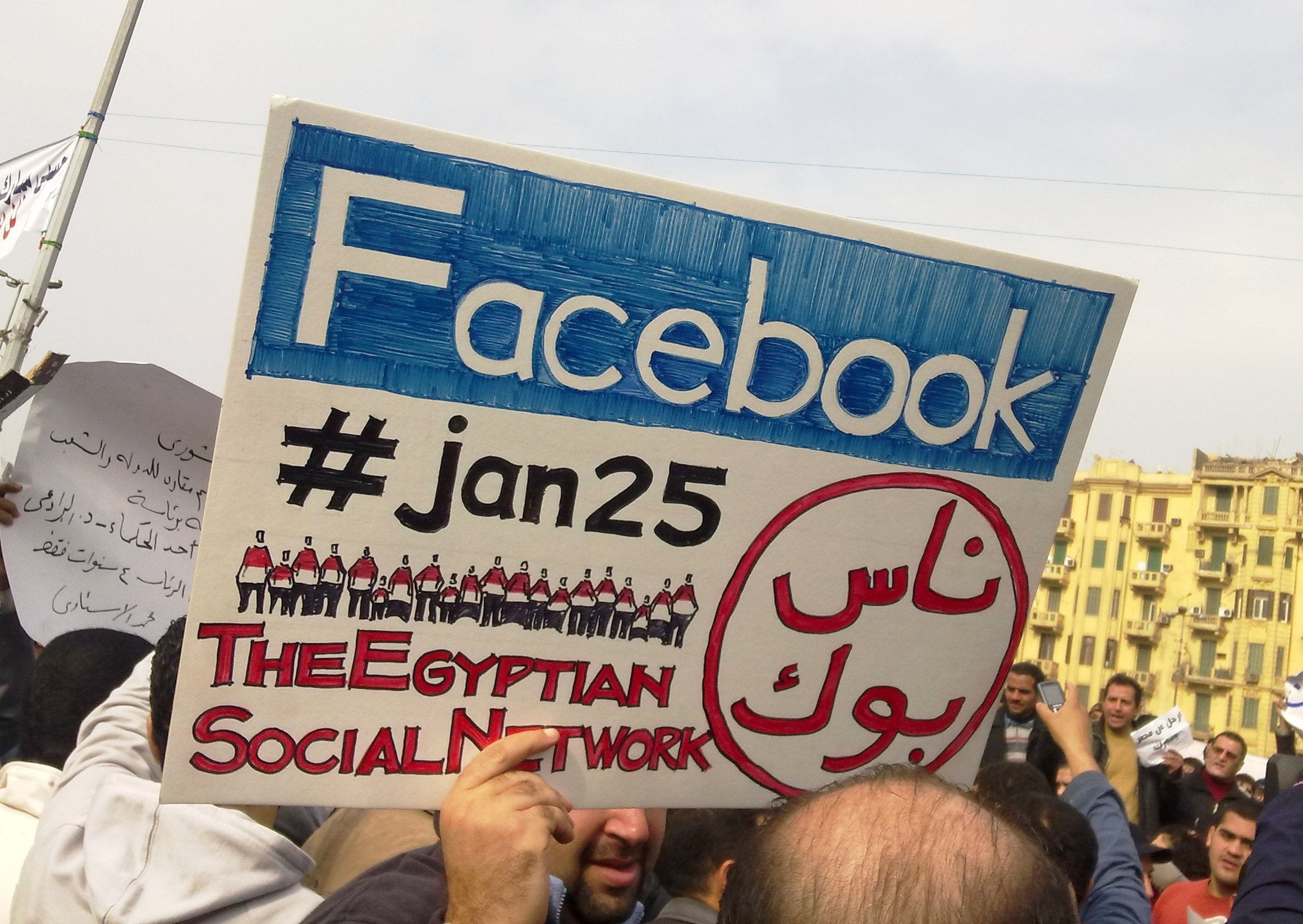
Plakat vom 25. Januar mit Bezug zu Facebook

Zu den Initiatoren gehört die „Jugendbewegung des 6. April“. Die von Ahmed Maher und Israa Abdel Fattah gegründete Facebookgruppe besteht vor allem aus jungen, gut ausgebildeten Ägyptern, von denen viele bislang nichts mit Politik zu tun hatten. Die Bewegung ist ihrer Eigendarstellung zufolge „unabhängig von politischen Richtungen oder politischen Trends“. Ihre Mitglieder eine nur „die Liebe zu unserem Land und das Verlangen, es zu reformieren“. Sie rief gemeinsam mit der Gruppe „We are all Khaled Said“ (im Sommer 2010 ins Leben gerufen vom Google-Marketingchef für den Nahen Osten Wael Ghonim) zum „Tag des Zorns“ aus und organisierte die ersten Proteste hauptsächlich im Internet mittels Facebook und Kommunikation per E-Mail und SMS. Der Aufstand der Demonstranten ist geprägt von Forderungen nach politischen Reformen, Pluralität und Meinungsfreiheit, außerdem werden garantierte Grundrechte und demokratische Wahlen eingefordert.
Im Laufe der Proteste beteiligen sich zunehmend weitere gesellschaftliche Schichten. Getragen werden die Proteste von einer breitgefächerten Bewegung, der verschiedenste soziale Schichten abseits der Regimeelite, sowohl Linke als auch Bürgerliche, Säkulare als auch Christen und Muslime angehören. Die Muslimbruderschaft steht den Protesten passiv gegenüber und hat keine Führungsrolle inne. Nach Einschätzung des norwegischen Historikers Brynjar Lia liegt der Grund für die Distanz von eher fundamentalistisch Religiösen darin, dass die Protestbewegungen gewaltfrei, populär, überwiegend säkular und integrativ sind. Mehrere junge Mitglieder der Muslimbrüder unterstützen hingegen die Proteste und nahmen dabei von einigen bisherigen fundamentalistischen Positionen Abstand.

## Chronologischer Ablauf

### Beginn der Proteste
Dienstag, 25. Januar

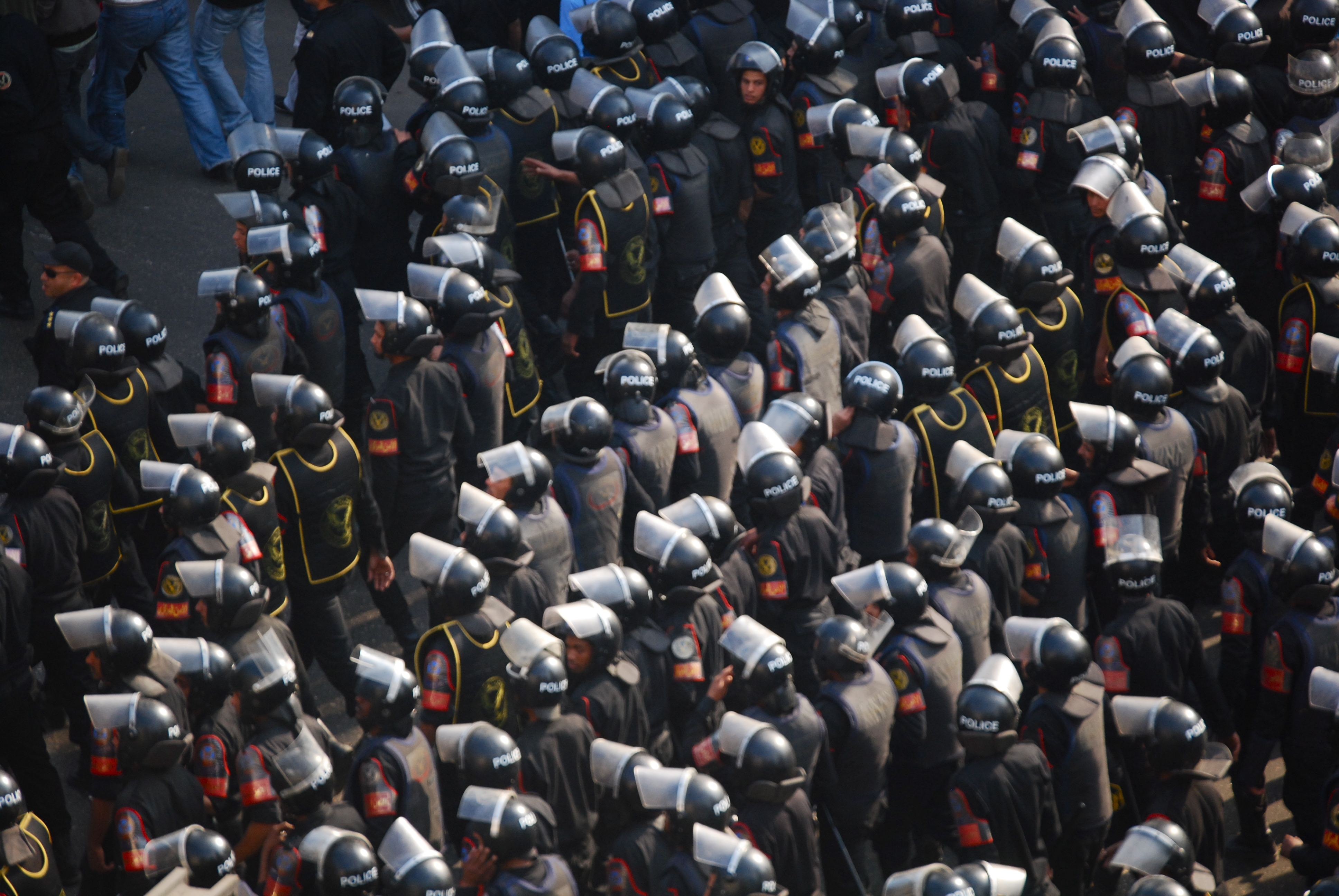
Spezialeinheiten der ägyptischen Polizei am 25. Januar 2011
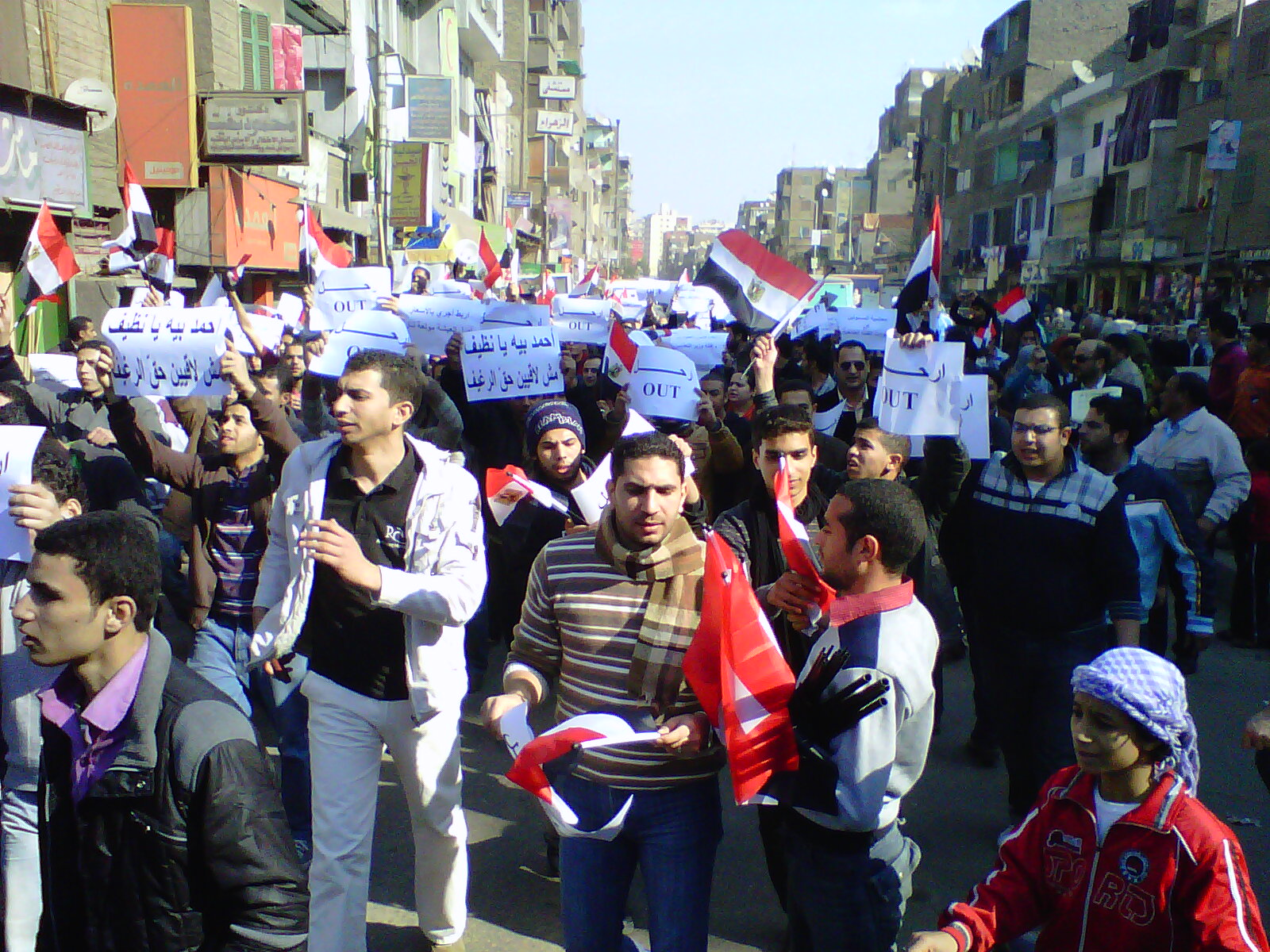
Demonstranten mit ihren Forderungen in Kairo am 25. Januar 2011
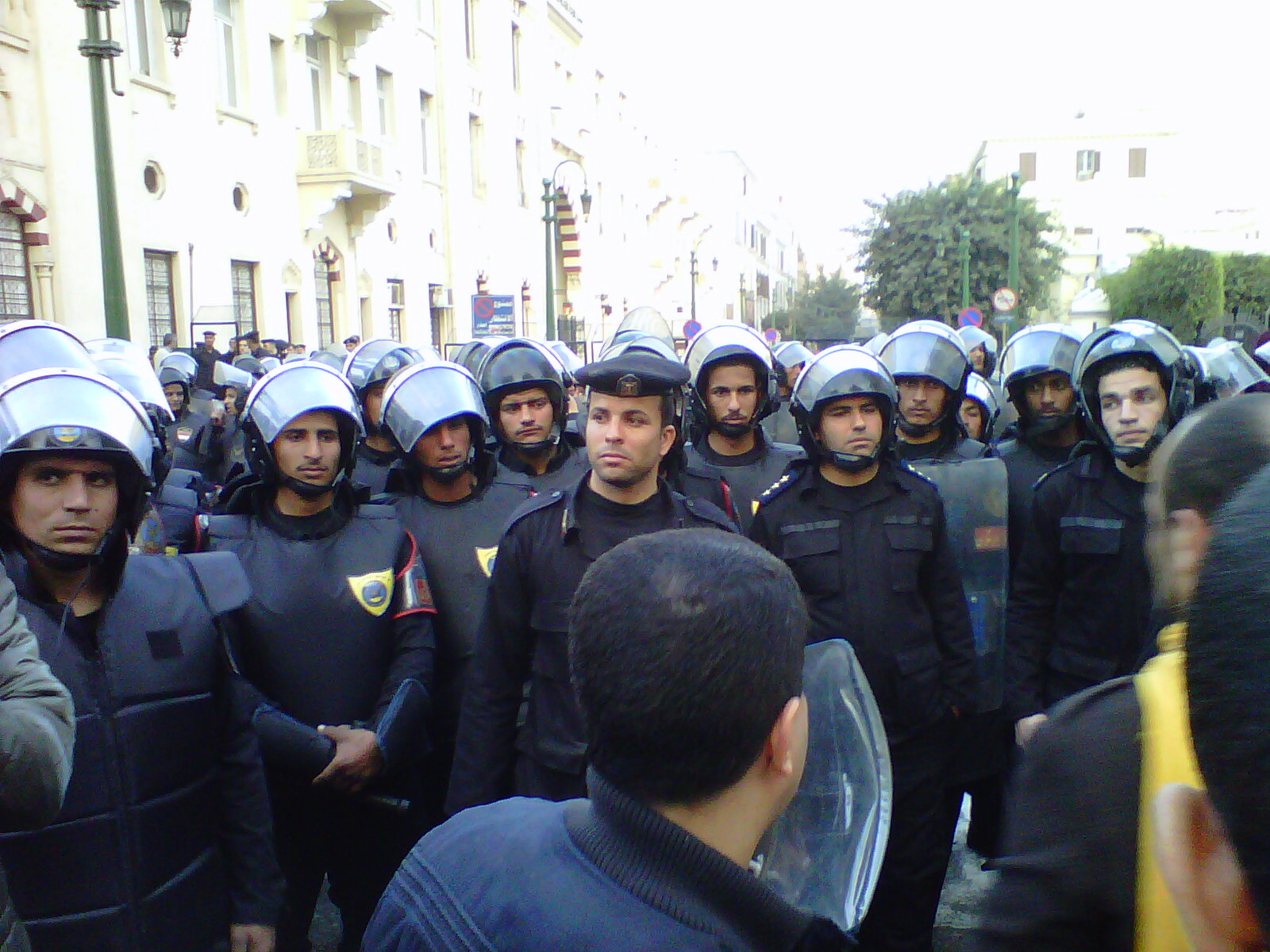
Paramilitärische Polizei am 25. Januar 2011
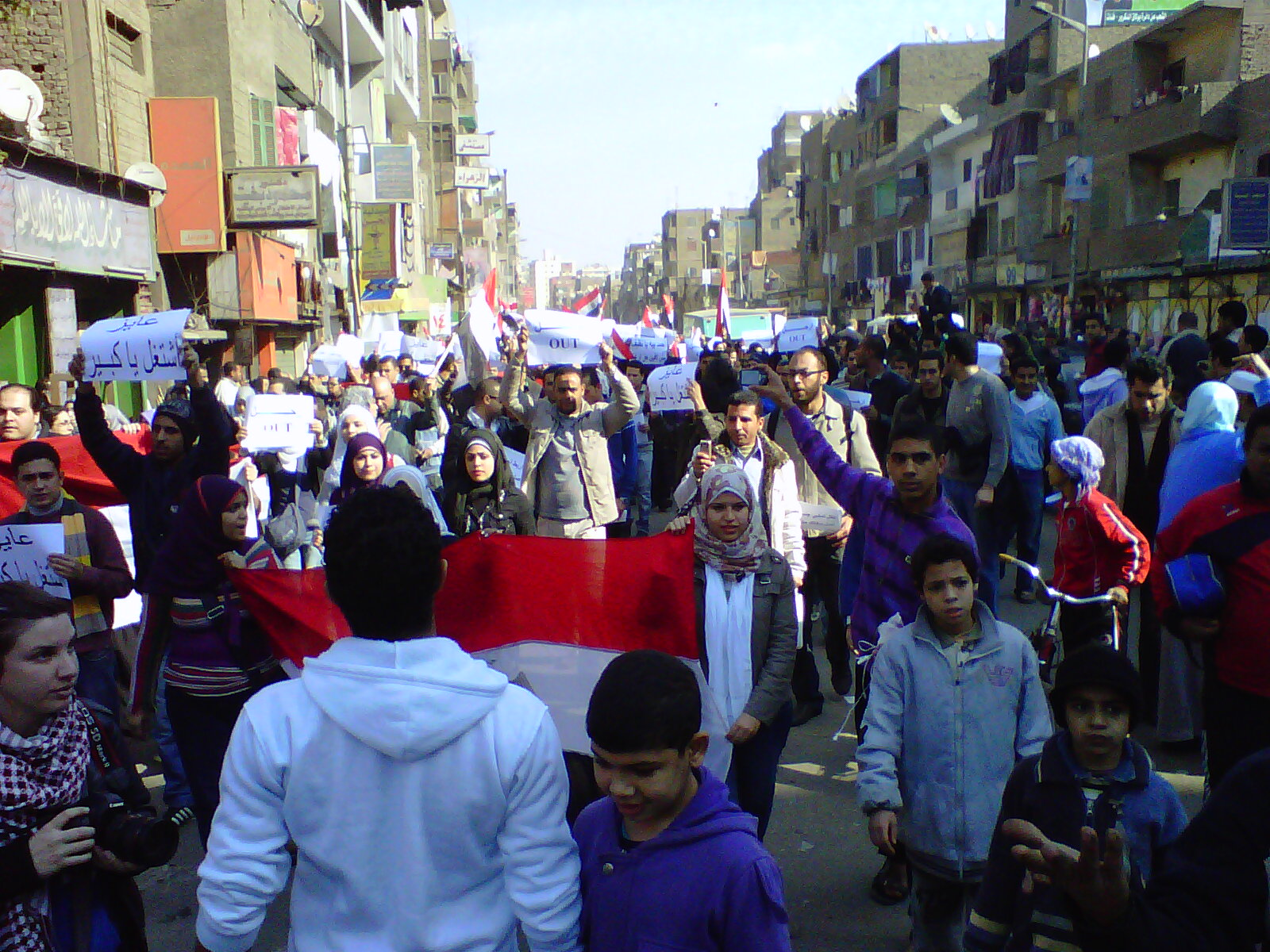
Demonstrierende Frauen am „Tag der nationalen Polizei“ (25. Januar 2011)

Die Massenproteste begannen in der Hauptstadt Kairo in der Nähe des Obersten Gerichts und setzten sich am Parlament fort. Die Polizei- und Sicherheitskräfte mit bis zu 30.000 Mann setzten Wasserwerfer und Tränengas ein, um die Demonstranten zu vertreiben. Es gab etwa 500 Festnahmen in Kairo und etwa 350 weitere Festnahmen im übrigen Land. Auch in den Städten Alexandria, Mansura und Ismailiyya sowie in Assuan, Asyut und al-Mahdiyya gab es Demonstrationen.
Nach Angaben aus Kreisen des Innenministeriums soll es 500 Festnahmen gegeben haben. Aus Sicherheitskreisen verlautete, innerhalb von zwei Tagen seien landesweit sogar 860 Demonstranten festgenommen worden.
Bei Massenprotesten in der ägyptischen Hafenstadt Sues eröffnete die Polizei das Feuer auf Demonstranten. Dabei wurden zwei Demonstranten getötet. Ein weiterer 45-jähriger Demonstrant wurde mit Gummigeschossen am Bauch getroffen und starb an inneren Blutungen in einer Klinik. Ein Polizist erlag seinen Verletzungen.
Mittwoch, 26. Januar
Nachdem sich tausende junger Demonstranten offenbar über das soziale Netzwerk Facebook und das Mikroblogging-Netzwerk Twitter verabredet hatten, wurden beide Dienste in Ägypten gesperrt. Bei Massenprotesten in der Hafenstadt Suez wurden 55 Demonstranten und 15 Polizisten durch Steinwürfe verletzt. Die wütende Menge zündete auch eine Polizeistation und weitere staatliche Gebäude an. Auch ein Gebäude der Regierungspartei Nationaldemokratische Partei (NDP) in Suez wurde angezündet. Später wurde vermutet, dass es sich dabei um Aufträge seitens der Regierung gehandelt habe.
Donnerstag, 27. Januar
Nachdem die Aktienkurse an der Ägyptischen Börse innerhalb von 15 Minuten um 6,25 Prozent gefallen waren, wurde der Handel ausgesetzt. Der Börsenindex fiel mit 5.916,74 Punkten auf ein 6-Monats-Tief. Seit Jahresanfang hatte er über 17 Prozent verloren.
Die Regierung ließ über die staatliche Rundfunkgesellschaft Egyptian Radio and Television Union (ERTU) verbreiten, dass sich die Ägyptische Volksversammlung am Sonntag mit der Armutsbekämpfung, dem Gesundheitssystem und einer Anhebung des staatlichen Mindestlohns beschäftigen wolle.
Am Abend traf Mohammed el-Baradei in Kairo ein, dessen Kandidatur für das Amt des ägyptischen Präsidenten durch die von Mubarak geänderte Verfassung faktisch aussichtslos geworden war. El-Baradei bot sich als Anführer eines friedlichen Wechsels an.
Eine halbe Stunde vor Mitternacht wurde auf Anweisung der Regierung Ägypten nahezu komplett vom Internet getrennt. Das geschah durch Löschung der Routen-Einträge des Border Gateway Protocols bei fast sämtlichen ägyptischen Internet Service Providern. Ausgenommen von der Abschaltung des Internets war lediglich Noor Data Networks, ein relativ kleiner ISP, zu dessen Kunden unter anderem die ägyptische Börse zählt.
Die SMS- und Blackberry-Kommunikation wurde unterbunden. Im Laufe des Freitags wurden außerdem in bestimmten Regionen die Mobilfunknetze abgeschaltet. Funkamateure nutzen daraufhin u. a. Morsecode um Nachrichten aus dem Land zu senden. Außerdem wurden über Twitter Nummern ausgetauscht, um sich über veraltete Modemverbindungen mit dem noch bestehenden Telefonnetz ins Internet einzuwählen.

### Gewaltsame Eskalation
Freitag, 28. Januar

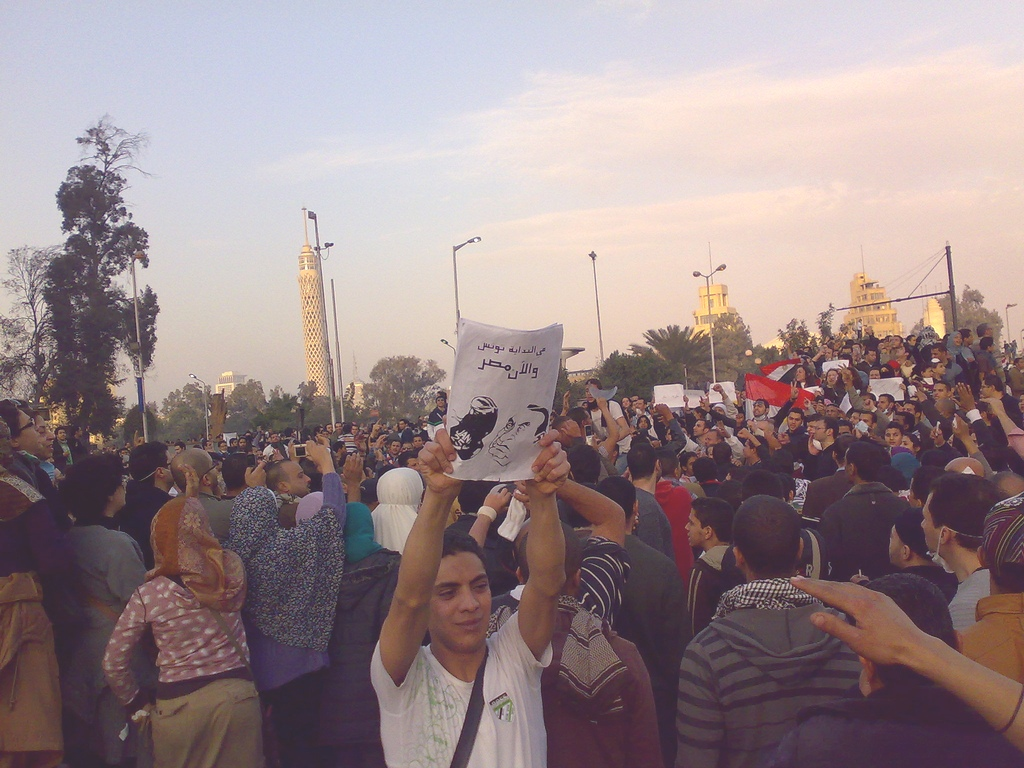
Demonstrationen in Kairo am 28. Januar 2011
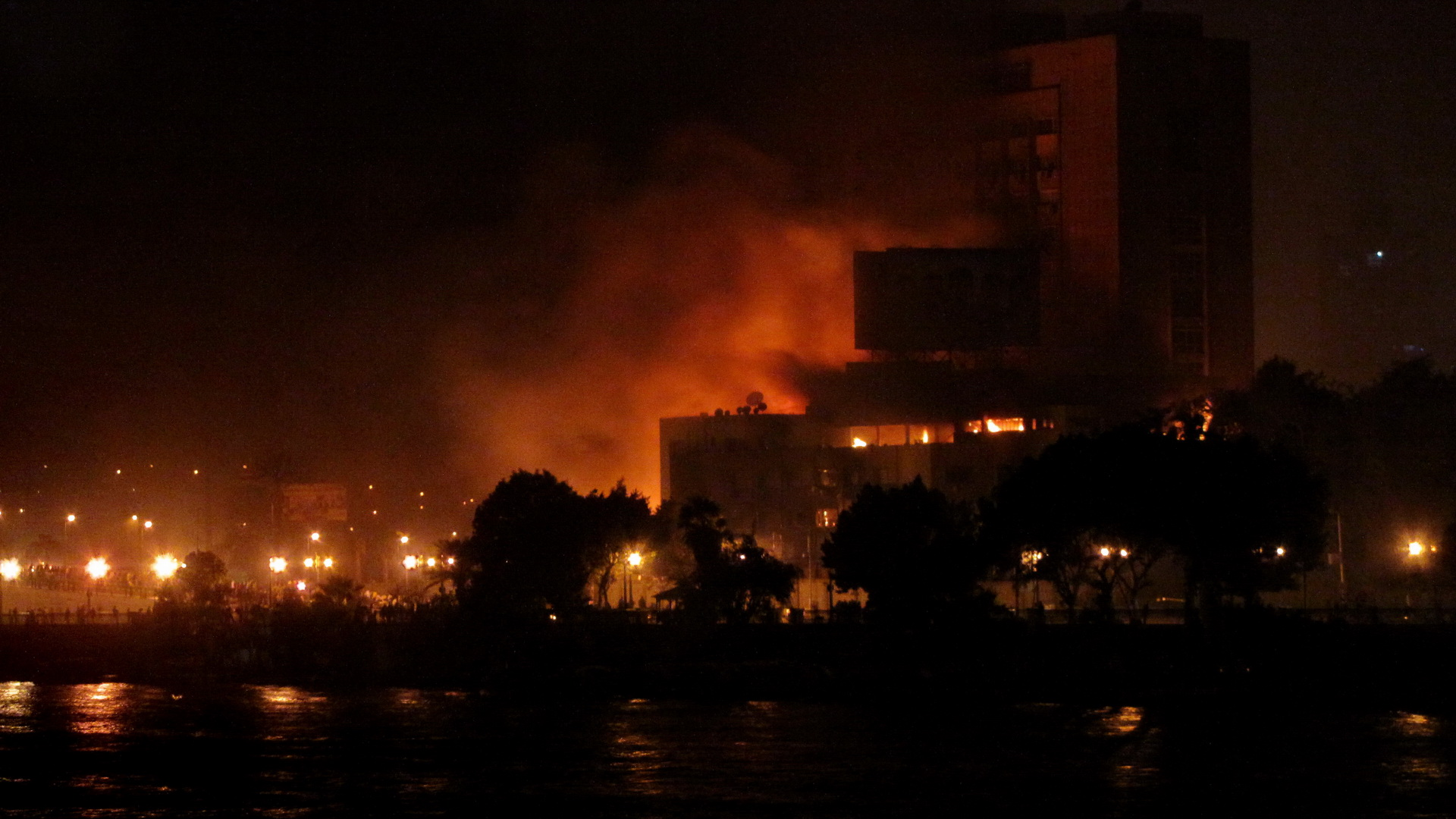
Das brennende Hauptquartier der Regierungspartei NDP am 28. Januar 2011
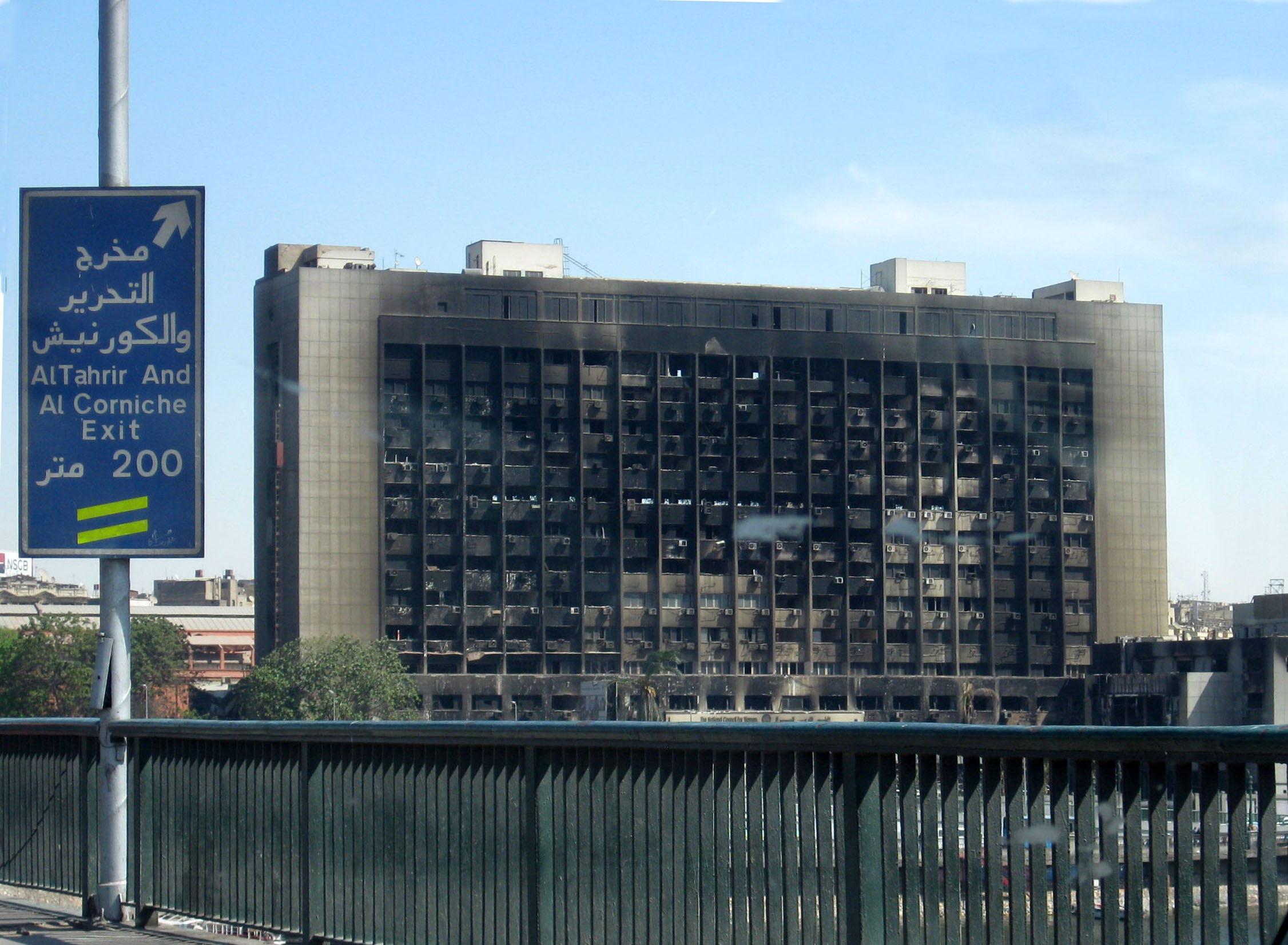
Das Gebäude der Regierungspartei NDP nach dem Brand am 28. Januar 2011

Am 28. Januar 2011, dem sogenannten „Tag des Zorns“, fanden die heftigsten Proteste seit dem Beginn des Aufstands am 25. Januar 2011 statt.
Die ägyptische Regierung hat an diversen Stellen die Freitagsgebete verboten, um so die Organisation weiterer Proteste zu erschweren. Es gab Berichte, wonach Mohammed el-Baradei unter Hausarrest gestellt worden sei.
Nach gewalttätigen Zusammenstößen zwischen Polizei und Demonstranten verhängte die ägyptische Regierung eine nächtliche Ausgangssperre, die aber von den Protestierenden weitgehend ignoriert wurde. Am frühen Abend wurde die Parteizentrale der Nationaldemokratischen Partei (NDP) in Kairo in Brand gesetzt. Abends rückten Armeeeinheiten in gepanzerten Fahrzeugen in Kairo ein und sicherten laut dem Staatsfernsehen unter anderem das der brennenden Parteizentrale unmittelbar gegenüber liegende Ägyptische Museum. Bereits zuvor hatten Demonstranten das Museum vor dem Feuer und vor Plünderungen geschützt.
Der Parteichef der Wafd-Partei, as-Sayyid al-Badawi, forderte eine Übergangsregierung und sprach sich für Neuwahlen und eine Verfassungsänderung aus.
In einer Fernsehansprache am späten Abend rechtfertigte Präsident Mubarak das harte Vorgehen der Sicherheitskräfte. Er kündigte für den nächsten Tag eine Regierungsumbildung an und sagte demokratische und wirtschaftliche Reformen zu. Seinen eigenen Rücktritt schloss er jedoch aus. Nach der Rede gingen in der Nacht die Proteste weiter; und die Demonstranten forderten erneut den Rücktritt des Staatschefs. Insgesamt kamen nach offiziellen Angaben an diesem Freitag und der darauf folgenden Nacht zum Samstag bei den bisher schwersten Zusammenstößen zwischen Demonstranten und Sicherheitskräften 35 Menschen ums Leben. Nach Medienangaben gab es fast hundert Tote und tausende Verletzte.
Samstag, 29. Januar

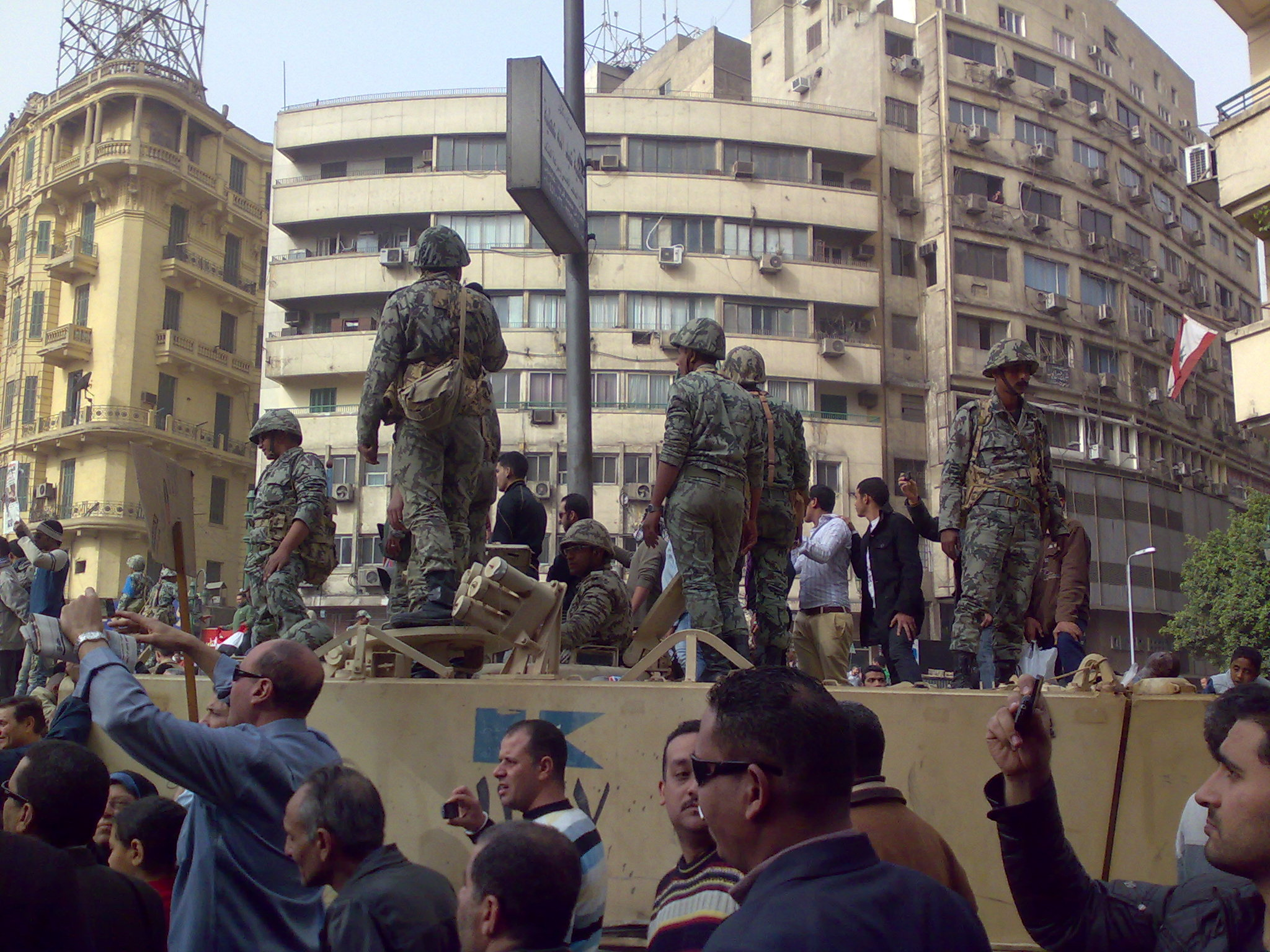
Soldaten, die am 29. Januar 2011 den Protest beobachten

Während des gesamten Samstags gingen die Menschen unvermindert zum Protestieren auf die Straße. Polizei und die besonders brutalen State Security und Central Security sind seitdem auf den Straßen nicht mehr zu sehen.
In einem mit al-Jazeera geführten Interview sagte Mohammed el-Baradei, er wisse nichts von einem Hausarrest. Die Proteste würden so lange andauern, bis der Präsident zurückgetreten sei. Das politische System müsse sich ändern, bevor Ägypten vorankommen könne. Mubaraks Fernsehansprache am Tag zuvor bezeichnete er als enttäuschend.
Das Kabinett Nazif trat, wie Mubarak in seiner Ansprache angekündigt hatte, zurück. Ahmed Ezz, Gründer des Stahlunternehmens Al Ezz Industries hat sich aus der Nationaldemokratischen Partei zurückgezogen. Ezz gilt als enger Vertrauter von Gamal Mubarak.
Husni Mubarak hat erstmals während seiner Amtszeit einen Vizepräsidenten ernannt. Nach Angaben der Nachrichtenagentur Mena soll dieses Amt der bisherige Chef des Nachrichtendienstes Dschihaz al-Muchabarat al-Amma, Generalleutnant Omar Suleiman, übernehmen. Das Amt des neuen Ministerpräsidenten nimmt demnach der frühere Luftfahrtminister Ahmad Schafiq ein. Unterdessen forderten die Demonstranten weiterhin den Sturz Mubaraks.
Zunehmend nutzten – wie schon in geringerem Umfang in den Tagen zuvor – Plünderer die chaotischen Zustände für Beutezüge. Sogar humanitäre Einrichtungen wie z. B. Krankenhäuser wurden nicht verschont. Es entstand zum Teil erheblicher Sachschaden. Im Ägyptischen Museum wurden Mumien und andere Relikte altägyptischer Geschichte zerstört. Unter anderem wurden Exponate des Pharaos Tutanchamun vernichtet. Wafaa el-Saddik, die bis Ende 2010 leitende Direktorin des Ägyptischen Museums in Kairo war, machte das Wachpersonal und Polizisten für die Plünderungen in der Kunstsammlung verantwortlich. „Das waren die Wächter des Museums, unsere eigenen Leute“, so el-Saddik. Ein weiteres Museum in Memphis wurde Samstag früh komplett ausgeraubt.
Zum Schutz vor marodierenden Banden schlossen sich Einwohner in mehreren Städten zu bewaffneten Bürgerwehren zusammen. Viele Demonstranten vermuten, dass das Chaos von der Regierung gewollt sei, um den Widerstand zu diskreditieren. Auf Anordnung ließ die Polizei mindestens 4000 Verbrecher frei. Die Armee versuchte das Problem in den Griff zu bekommen, wirkte jedoch zeitweise überfordert. Sie versuchte, an einigen strategischen Punkten in Kairo Straßen und Zufahrten abzuriegeln. Am Samstag wandte sich einer ihrer Sprecher in einer TV-Ansprache an die Ägypter und warnte davor „zu stehlen, zu plündern, zu rauben oder Angst zu verbreiten“.
In der mittelägyptischen Stadt Beni Suef versuchten Personen, an zwei verschiedenen Stellen der Stadt Polizeiwachen zu stürmen. Daraufhin eröffneten dort die Sicherheitskräfte mit scharfer Munition das Feuer. Bei den Vorfällen starben 17 Menschen.
In einer von al-Jazeera ausgestrahlten Fernsehansprache rief Yusuf al-Qaradawi, einer der Führer der Muslimbruderschaft, Mubarak auf, das Land zu verlassen.
Sonntag, 30. Januar

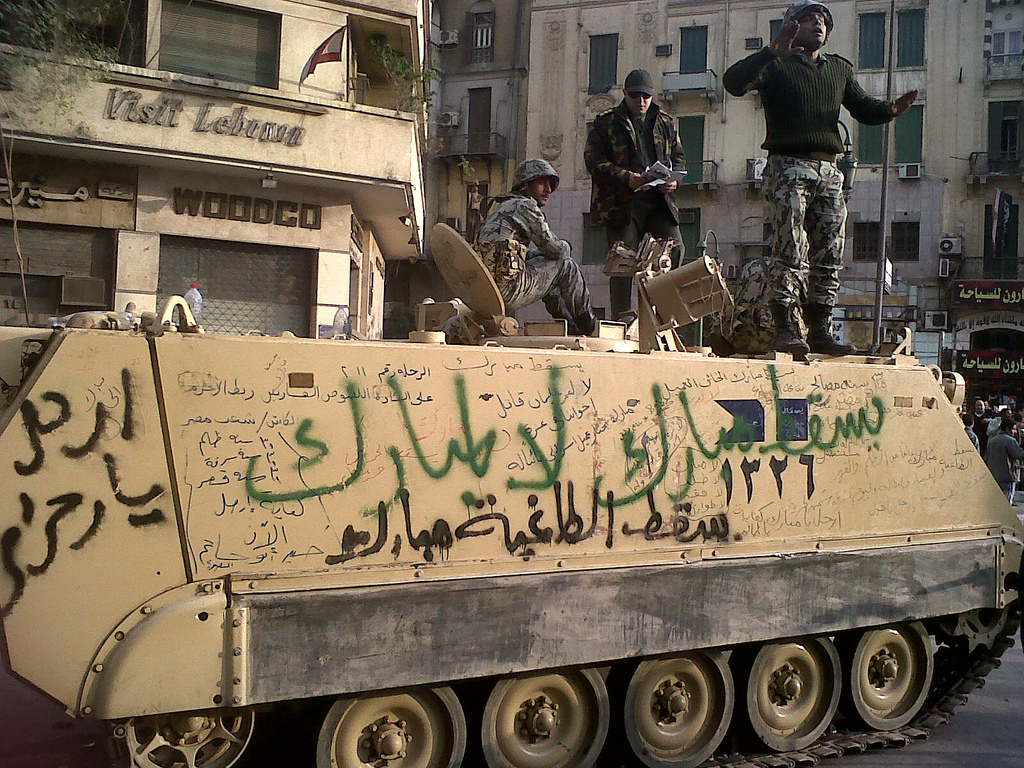
Ein Armeefahrzeug am 30. Januar 2011 mit Graffiti-Tags: „Nieder mit Mubarak“, „Nein zu Mubarak“, „der Diktator Mubarak ist gefallen“ und „Hau ab, du Dieb!“
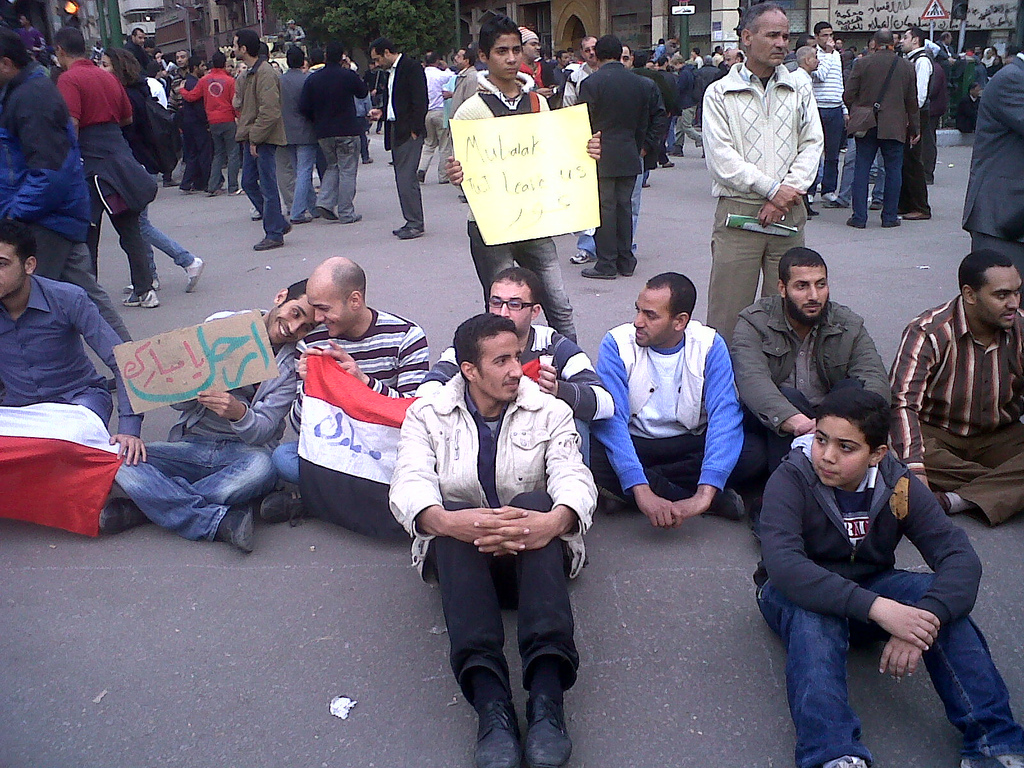
Demonstranten am 30. Januar am At-Tahrir-Platz.

Am Morgen begannen die Proteste auf dem Tahrir-Platz in Kairo von neuem. Die meisten Ausländer, die sich bisher noch im Lande aufgehalten hatten, ließen sich nun ausfliegen, unter ihnen der US-Botschafter. Am Sonntag rückten Armeeeinheiten in das von den Unruhen bisher nicht direkt betroffene Urlauberziel Scharm asch-Schaich und in die Stadt al-Arisch ein.
Der Fernsehsender Al Jazeera, der bisher eine Hauptinformationsquelle der Proteste darstellte, war nun zunehmenden Repressalien von Seiten des Staates ausgesetzt, was in Verbot und Entziehung seiner Lizenz, Schließung des Kairoer Büros im Laufe des Tages und Abschaltung der Sendefrequenz resultierte, die aber weiterhin von vielen Ägyptern umgangen werden konnte. Proteste vonseiten des Senders und Vorwürfe der Zensur hatten aber keine Auswirkungen auf die Repressalien. China verschärfte seinerseits die innerstaatliche Internetzensur, um ein mögliches Übergreifen der Proteste zu verhindern.
Das ägyptische Militär setzte am Tahrir-Platz unterdessen Militärtransporthubschrauber vom Typ Mil Mi-8 ein, die die Proteste aus der Luft überwachen sollen. Zwei Kampfflugzeuge vom Typ F-16 flogen mehrmals im Tiefflug in der Innenstadt über die Demonstranten. Mit rund 40 bis 50 Kampfpanzern vom Typ M1 Abrams wurde die militärische Präsenz vor der Innenstadt erhöht. Später am Abend wurden Teile des veralteten FidoNets, eines Vorgängers des Internets über Mailboxen („BBS“), reaktiviert um die Internetsperren zu umgehen.
Beobachter berichteten über ausgebrannte Polizeiwachen und gestürmte Gerichtsgebäude; Krankenhäuser könnten lediglich eine Notversorgung aufrechterhalten. Reiche Ägypter verließen nach diesen Mitteilungen das Land über die Flughäfen.
Derweil kam es erneut zu Plünderungen. Es bestätigten sich Berichte über eine Plünderung des Ägyptischen Museums in Kairo. Die nahegelegene und ausgebrannte Ruine der Zentrale der Regierungspartei droht inzwischen einzustürzen und auf das Museumsgebäude zu fallen. Das Oberhaupt der Koptisch-Orthodoxen Kirche, Papst Schenuda III., rief dazu auf, an den Protesten gegen die Regierung Mubarak nicht teilzunehmen.
Montag, 31. Januar
Korrespondenten berichteten, dass der Tahrir-Platz mit Stacheldraht umzogen und für die Öffentlichkeit gesperrt worden sei. Polizeikräfte seien wieder im regulären Einsatz, beispielsweise zur Verkehrsregelung.
Mubarak ernannte derweil Mahmoud Wagdy, den bisherigen Oberinspektor aller nationalen Justizvollzugsanstalten, zum neuen Innenminister.
Gegen Nachmittag bezeichnete ein Sprecher der ägyptischen Armee im Staatsfernsehen die Forderungen der Demonstranten als „legitim“ und kündigte an, „keine Gewalt gegen das ägyptische Volk einzusetzen“. „Die Meinungsfreiheit in friedlicher Form ist für alle garantiert“, zitiert die amtliche Nachrichtenagentur Mena.
In Alexandria gab es ebenfalls eine größere Demonstration und der bedeutende Handelshafen blieb weiterhin geschlossen. Die Armee wird verstärkt gegen die zahlreichen Plünderer eingesetzt. Rund 450 Personen wurden danach verhaftet und sollen vor ein Militärgericht gestellt werden.
Dienstag, 1. Februar
Allein in der Hauptstadt Kairo demonstrierten bei dem proklamierten „Marsch der Millionen“ nach Informationen des Fernsehsenders Al Jazeera bis zu zwei Millionen Menschen. Proteste dieses Umfangs gab es seit dem Amtsantritt von Mubarak nicht.
An den Zugängen zum Tahrir-Platz fanden Personenkontrollen statt, bei denen Inhabern eines Personalausweises des Innenministeriums der Zutritt verweigert wurde. Einige Personen wurden vom Militär festgenommen, da sie versucht hatten, Waffen auf den Platz zu bringen. Durch diese Kontrollen konnte sichergestellt werden, dass die Demonstrationen friedlich verliefen und Volksfestcharakter hatten.
Die Armee sicherte den Palast des Staatspräsidenten mit Stacheldraht, um Eindringlinge abzuhalten. Die Armee hat versprochen, keine Gewalt gegen die Demonstranten anzuwenden.
Am Abend verkündete Mubarak in einer Fernsehansprache, er wolle nicht für eine weitere Amtszeit kandidieren und er werde das Gespräch mit politischen Gruppen suchen. Von den Teilnehmern des Volksaufstands gegen Mubarak wird dies für Heuchelei aus taktischen Gründen gehalten. Besonderen Ärger löste Mubarak mit diesem Satz aus: „Dieses Land ist auch meine Heimat, und in diesem werde ich sterben“.
Die Menschenmenge reagierte mit wütenden Rufen. „Hau ab, Hau ab!“. Oder: „Das ist nicht genug, das ist nicht genug!“ Aus den Reihen der Opposition zeigte sich unter anderem Mohammed El-Baradei nach der Rede enttäuscht.
An einer großen Kreuzung nahe den Pyramiden (Midan el-Rimaya), die wie jeden Tag zur Zeit der Ausgangssperre vom Militär besetzt war, kam es weit nach Mitternacht erstmals zu einer Demonstration von etwa 200 Menschen, die „Hosni, Hosni“ riefen und regierungsfreundliche Plakate und Transparente hoch hielten. An einer Panzersperre machten sie kehrt und verliefen sich Richtung Kafr el-Nassar bzw. Faisalstraße.
Mittwoch, 2. Februar
Am Tag nach der Rücktrittsankündigung von Husni Mubarak drängte die Armee erstmals auf ein Ende der Proteste. Die Botschaft der Menschen sei angekommen, ihre Forderungen seien bekannt, erklärte ein Armeesprecher. Staatliche Medien berichteten über eine Suspendierung des ägyptischen Parlaments bis zur Überprüfung des Ergebnisses der Wahl vom Dezember des Vorjahres. Hintergrund sind die Betrugsvorwürfe der Opposition bei dieser Wahl.
Seit den Mittagsstunden wurde der Internetzugang wieder geöffnet, wohingegen viele soziale Netzwerke vorerst weiterhin blockiert blieben. Die Ausgangssperre – an die sich ohnehin nur wenige hielten – wurde, nachdem sie nun schon um 14 Uhr begann, wieder auf 17 Uhr verschoben.
Am Nachmittag kam es auf dem Tahrir-Platz zu gewaltsamen Zusammenstößen zwischen den Demonstranten und Sympathisanten des Präsidenten. Männer in Zivilkleidung, teilweise auf Pferden und Kamelen aus Nazla el-Saman, griffen auf Seiten der Unterstützer ein.
Im Gegensatz zum Vortag gab es keine Personenkontrollen des Militärs an den Zugängen zum Tahrir-Platz, so dass es tausenden, teilweise bezahlten Anhängern des Präsidenten und der Regierungspartei gelang, oppositionelle Demonstranten mit Messern, Knüppeln und Steinen anzugreifen. Dachziegel und Steine wurden von Dächern umliegender Gebäude auf die Demonstranten geworfen. Dabei soll es laut Al-Jazeera zu über 1500 Verletzten und 13 Toten gekommen sein. Die Armee gab Warnschüsse in die Luft ab und versuchte Präsidenten-Anhänger und Oppositionelle zu trennen.
Nach Berichten des Fernsehsenders Al-Jazeera International allerdings griff die Armee nicht ein, um die Kontrahenten zu trennen, sondern verhielt sich völlig passiv.
Mohammed el-Baradei rief die Armee auf, die blutigen Auseinandersetzungen auf dem Tahrir-Platz zu beenden.
Donnerstag, 3. Februar
Wie zuvor versammelten sich auch seit Beginn der auf 17 Uhr festgelegten Ausgangssperre zunehmend Aktivisten der Demokratiebewegung auf dem Tahrir-Platz. Im Laufe des Tages wurden Barrikaden errichtet, die einen Überfall durch Mubarak-Anhänger verhindern sollen. Trotzdem wurden erneut Brandbomben geworfen. Auch fielen seit Beginn der Ausgangssperre wiederholt Schüsse am und um den Platz herum. Nach Berichten von Augenzeugen schossen Scharfschützen auf die Demonstranten. Laut Nachrichtenmeldungen soll ein Ausländer von Mubarak-Anhängern zu Tode geprügelt worden sein. Außerdem seien Banden in Hotels eingedrungen und hätten Journalisten angegriffen.
Der neue Vize-Präsident Omar Suleiman gab im Staatsfernsehen bekannt, dass er mit Vertretern der Opposition Gespräche halten werde. Bedingung sei aber, dass die Proteste aufhörten. Vertreter der Demokratiebewegung dementierten jegliche Kontakte und beharren darauf, dass zunächst Mubarak zurücktreten müsse, bevor es zu Gesprächen kommen könne. Der neue Premierminister Ahmad Schafiq entschuldigte sich im Staatsfernsehen für die Toten der letzten Nacht und versprach, dass es zu keinen weiteren Gewalttätigkeiten auf Kairos Straßen kommen werde. Außerdem werde er die Gewalttätigkeiten untersuchen lassen und die Schuldigen zur Verantwortung ziehen. Die Forderung nach einem sofortigen Rücktritt des Präsidenten sei aber inakzeptabel und wäre eine Beleidigung für die Nation.
Die Journalistin Shahira Amin vom ägyptischen Fernsehsender Nile TV (Tochterunternehmen der staatlichen Egyptian Radio and Television Union (ERTU)) quittierte aus Protest gegen Behinderungen ihrer journalistischen Arbeit und aufgrund von Drohungen seitens der Sicherheitskräfte ihren Job.
Nach Angaben von dpa mussten auf Anordnung der ägyptischen Behörden über das Mobilfunknetz Kurzmitteilungen (SMS) mit staatlicher Propaganda für Präsident Mubarak verbreitet werden. Das Unternehmen Vodafone soll gegen diese Anordnung, die sich auf die Notstandsbefugnisse des ägyptischen Telekommunikationsgesetzes beruft, protestiert haben. Auch die Mobilfunkanbieter Mobinil (Tochtergesellschaft von France Télécom) und Etisalat sollen nach Angaben von Vodafone gleichlautende Anweisungen bekommen haben.
Freitag, 4. Februar
Der elfte Protesttag in Folge stand unter dem Motto „Tag des Abschieds“ und verlief weitgehend friedlich. Die Organisatoren der Großdemonstration mit Zehntausenden Teilnehmern riefen zu einem Sternmarsch auf. Die Armee umstellte den Platz mit Panzern, gepanzerten Fahrzeugen und errichtete Barrieren aus Stacheldraht. Christen und Muslime beteten erstmals gemeinsam; der Imam Chaled el Marakbi sagte: „Dies ist eine ägyptische Bewegung, alle sind zu Muslimen und Christen geworden, sie sind gekommen, ihre geraubten Rechte einzufordern“. Der Verteidigungsminister Mohammed Hussein Tantawi besuchte den Tahrir-Platz und sprach zu Armeeangehörigen. Die Demonstranten riefen „Die Armee und das Volk sind vereint“.
Der in Ägypten als beliebt geltende Generalsekretär der Arabischen Liga, Amr Musa, gab bekannt, dass er erwäge, als Nachfolger für das Amt des Präsidenten anzutreten oder eine Rolle in einer möglichen Übergangsregierung zu übernehmen. Einem Bericht der amtlichen Nachrichtenagentur Mena zufolge habe die Generalstaatsanwaltschaft gegen den bis Januar 2011 amtierenden Handels- und Industrieminister Raschid Mohamed Raschid ein Ausreiseverbot verhängt und seine Bankkonten eingefroren, da gegen ihn Ermittlungen liefen.
Samstag, 5. Februar
General Hassan al-Rawini, Chef des Zentralkommandos für Kairo, besuchte den Platz und forderte erfolglos, die Demonstration aufzulösen und die Barrikaden abzubauen. Diese Demonstranten skandierten, dass sie den Tahrir-Platz weiter besetzen und demonstrieren werden, bis Mubarak zurückgetreten sei. Der Sprecher des Innenministeriums Ismail Othman sagte nach Angaben des Senders CNN: „Die Armee bleibt neutral und schlägt sich nicht auf eine der Seiten, denn wenn wir eine Seite beschützen, werden wir als voreingenommen gelten. Unsere Aufgabe ist es, Zusammenstöße und Chaos zu verhindern, indem wir die beiden gegnerischen Gruppen trennen.“
Nach Angaben von al-Arabiya trat das gesamte Exekutivkomitee der regierenden Nationaldemokratischen Partei (NDP) zurück. Danach wurde laut des ägyptischen Staatsfernsehens der als liberal geltende Hussam Badrawi zum neuen Generalsekretär der Partei ernannt, der auch den Posten Gamal Mubaraks als Vorsitzenden des politischen Komitees übernimmt.
Omar Suleiman hat sich nach Angaben des Ägyptischen Staatsfernsehens mit nicht näher genannten unabhängigen und oppositionellen Personen getroffen, um darüber zu sprechen, wie freie und faire Präsidentschaftswahlen, gemäß der Verfassung, zu erreichen sind.
Sonntag, 6. Februar
Zu weiteren Gesprächen am 6. Februar über die kommenden Präsidentschaftswahlen werden nun als Teilnehmer Vertreter der säkularen Oppositionsparteien, unabhängige Rechtsexperten, der koptische Unternehmer Naguib Sawiris, ein Vertreter von Mohamed El Baradei und Abgesandte der Muslimbrüder genannt. Ebenfalls anwesend war der neue Generalsekretär der Regierungspartei NDP Hossam Badrawi. Das Ergebnis der Gespräche soll laut Staatsfernsehen sein, dass ein Komitee eingerichtet wird, das notwendige Verfassungsreformen diskutiert.
Montag, 7. Februar
Spiegel Online berichtet, dass die Behinderung der Presse wieder einsetze. Ägyptische und ausländische Berichterstatter würden eingeschüchtert, einige ägyptische Reporter und ägyptische Mitarbeiter westlicher Medien verhaftet oder verhört. Büros von Reportern seien durchsucht und Kameras mitgenommen worden. Auch der Zugang zum Tahrir-Platz würde für die Presse erschwert. Laut Reporter ohne Grenzen sind seit dem 2. Februar in Kairo mindestens 70 Reporter festgenommen worden und mehr als 70 Reporter wurden bisher angegriffen. Am 4. Februar wurde ein Fotograf von einem Heckenschützen getötet.
Die ägyptische Regierung erhöht Gehälter und Pensionen der staatlichen Angestellten um 15 Prozent.
Seit Sonntag sind die Banken stundenweise geöffnet.
Die Demonstranten, die sich in den Gesprächen der Regierung mit Oppositionellen nicht vertreten sehen, wollen den Platz weiterhin besetzt halten, versuchen zu verhindern, dass das Militär die Barrikaden weiter nach innen verschiebt, organisieren die Infrastruktur (Ernährung, Toiletten und warme Duschen). Außerdem rufen sie eine „Woche der Standhaftigkeit“ aus. Größere Ansammlungen werden wieder für Dienstag und den kommenden Freitag erwartet.
Inzwischen tauchen immer öfter Video-Veröffentlichungen über Al-Jazeera auf, in denen entweder Straßenschlachten zwischen Mubarak-Anhängern und -Gegnern oder auch verübte Gewalt seitens unbekannter Heckenschützen in Form von Erschießungen einzelner, an öffentlichen Plätzen vorbeikommender, unschuldiger ziviler Passanten aus dem Hinterhalt, zumeist Jugendlicher und Mubarak-Gegner, gezeigt werden.
Dienstag, 8. Februar

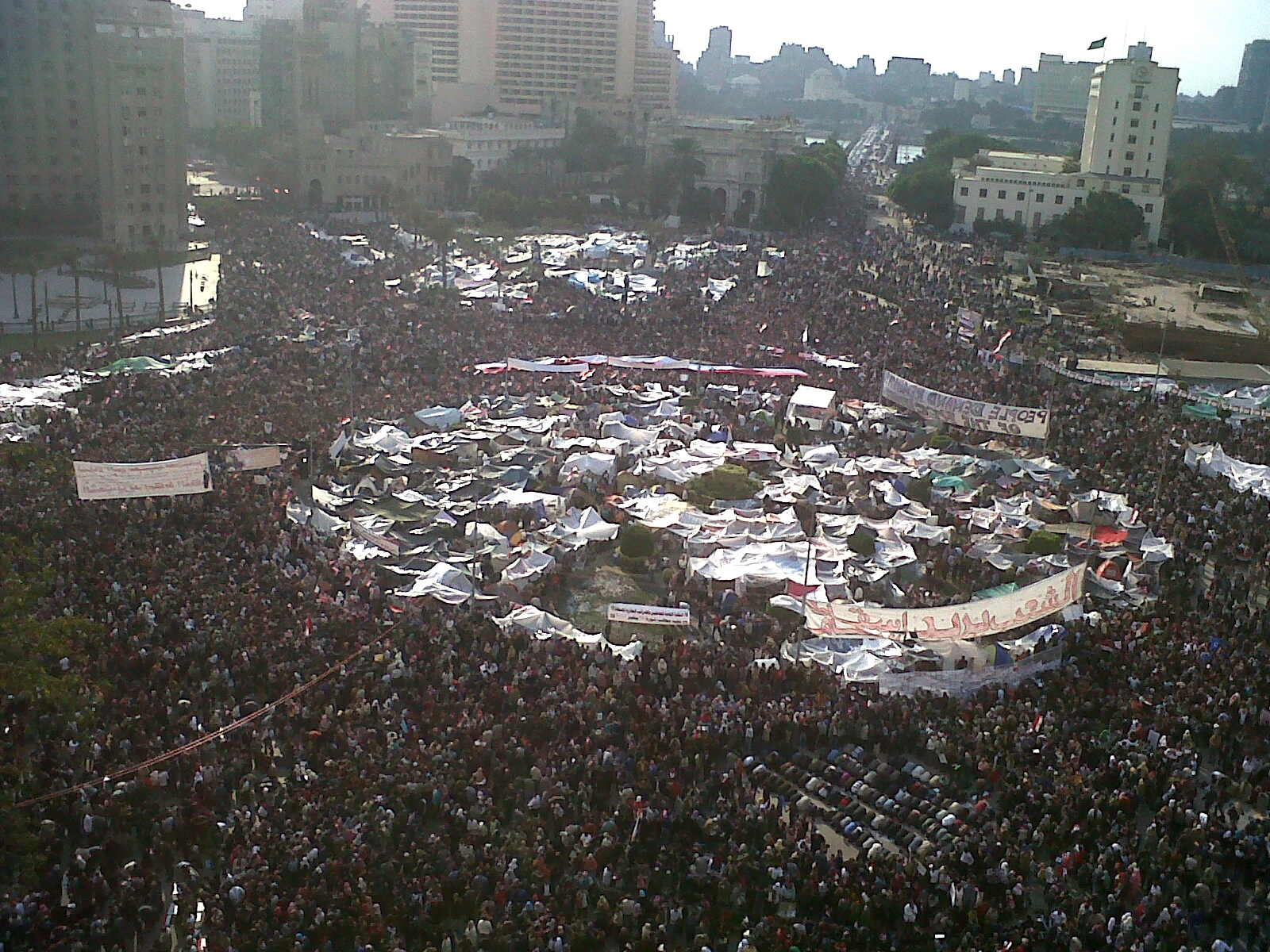
Der Tahrir-Platz in Kairo mit Zelten und Transparenten der Protestierenden am 8. Februar

Präsident Husni Mubarak hat ein Komitee aus elf Richtern gebildet, das in den kommenden Wochen die ägyptische Verfassung überarbeiten soll. Damit erfüllt er eine zentrale Forderung der Demonstranten. Den Vorsitz soll Sirri Mahmud Siam übernehmen, der Vorsitzender des Kassationsgerichts und Vorsitzender des hohen Richterrates ist. Zu den geplanten Änderungen gehört eine Lockerung der Bedingungen für eine Kandidatur bei der Präsidentschaftswahl sowie eine begrenzte Amtszeit des Präsidenten. Die Opposition will indes eine bessere Kontrolle der Wahlen durch die Justiz in der Verfassung festschreiben lassen und internationale Wahlbeobachter einladen, um Manipulationen zu verhindern.
Über hunderttausend Menschen protestieren auf dem Tahrir-Platz und erstmals gibt es auch eine Demonstration von etwa 1000 Menschen bei der Ägyptischen Volksversammlung.
Mittwoch, 9. Februar
Amr Musa sprach sich gegenüber dem ägyptischen Fernsehsender MENA (Middle East News Agency) dafür aus, dass Hosni Mubarak bis zum Ablauf seiner Präsidentschaft im Herbst im Amt bleiben solle. Dieser Standpunkt fände zunehmende Unterstützung, weil er verfassungskonform sei. Auch Omar Suleiman erklärte, dass ein vorzeitiger Rücktritt Mubaraks ausgeschlossen sei. Wer sich nicht dazu bereitfände, die Forderungen der Demonstranten nach demokratischen Reformen im Rahmen des angebotenen Dialoges zu erfüllen, dem bleibe als Ausweg nur ein Putsch, was hektische Entscheidungen und viel Unvernunft bedeuten würde.
Nach Angaben von Al Jazeera haben am Mittwoch etwa 20.000 Gewerkschafter demonstriert.

### Mubaraks Rücktritt
Donnerstag, 10. Februar
Am Nachmittag wurde bekannt, dass die ägyptische Armeeführung ohne ihren Oberkommandierenden Mubarak zu einer Tagung zusammentrat. Die Armeeführung kündigt in einem „Kommunique Nr. 1“ Schritte an, um die Nation und das Wohlergehen der Bevölkerung zu schützen. In einer Fernsehansprache kündigte Mubarak am Abend an, Teile seiner Amtsgeschäfte an seinen Vizepräsidenten Omar Suleiman zu übertragen, aber bis zum Ende seiner Amtszeit im Amt zu bleiben. Außerdem wolle er die Verfassung in mehreren Artikeln ändern, mit dem Ziel, den Ausnahmezustand aufzuheben und so die Voraussetzung für freie Wahlen zu schaffen.
Freitag, 11. Februar
Der Oberste Rat der Streitkräfte unter Führung des Verteidigungsministers Mohammed Hussein Tantawi kam am Vormittag zu einer Sitzung zusammen und kündigte eine Erklärung an das Volk an. Darin bestätigte er im Wesentlichen das, was Mubarak am Vortag sagte und was auch schon in früheren Verlautbarungen gesagt wurde. Hussam Badrawi, der erst vor wenigen Tagen ernannte Generalsekretär der Regierungspartei, trat zurück.
Landesweit protestierten erneut mehr als eine Million Menschen. Im Stadtzentrum von Kairo versammelten sich auf dem Tahrir-Platz, vor dem Präsidentenpalast und vor dem Staatsfernsehen Egyptian Radio and Television Union mehrere hunderttausend Demonstranten.
Am Nachmittag wurde bekannt, dass Mubarak samt seiner Familie Kairo mit Ziel Scharm El-Scheich verlassen habe. Am frühen Abend verkündete Vizepräsident Omar Suleiman in einer knappen Erklärung, dass Mubarak sein Amt aufgibt und der Oberste Rat der Streitkräfte die Macht übernimmt. Zuvor hatte das Militär Verfassungsreformen und freie Wahlen zugesagt. Der ägyptische Oberkommandierende Mohammed Hussein Tantawi ist Vorsitzender des Obersten Militärrates. Mit der Machtübernahme ist die verfassungsmäßige Legitimität, auf die sich Mubarak und Suleiman beriefen, durch das Militär gebrochen worden. Laut der ägyptischen Verfassung müsste der Präsident des Parlaments oder der Vorsitzende des Verfassungsgerichts Mubaraks Nachfolge antreten.
Die Nachricht führte zu einer volksfestartigen Stimmung, der bekannteste Blogger Ägyptens und Mitinitiator des ersten „Tages des Zornes“ Wael Ghonim twitterte „Revolution 2.0: Mission Accomplished“. Mohamed ElBaradei sagte: „Das ist der schönste Tag in meinem Leben.“ Skeptischer äußerte sich Jon Alterman vom Zentrum für Strategische und Internationale Studien: „Das ist bereits das Ende eines Anfangs […] Ägypten bewegt sich nicht in Richtung einer Demokratie – es läuft auf ein Kriegsrecht zu, und wie es dann weitergeht, ist offen.“
Eine halbe Stunde nach Mubaraks Rücktritt hat der Schweizer Bundesrat beschlossen, alle möglichen Vermögenswerte Mubaraks und seines Umfeldes in der Schweiz mit sofortiger Wirkung zu sperren, um eine Veruntreuung von staatlichem ägyptischem Eigentum zu vermeiden. Davon betroffen sind zwölf Personen: Hosni Mubarak und seine Frau, ihre beiden Söhne und deren Ehefrauen, der Bruder von Mubaraks Frau sowie vier Ex-Minister und ein ehemaliger Organisationssekretär von Mubaraks Partei NDP. Am 16. Februar 2011 wurde die Liste um zwei weitere Personen auf insgesamt 14 Personen ergänzt.

### Versuch einer politischen Neuorganisation Ägyptens
Nach der Übergabe der Macht an den Militärrat widersetzte sich die politische Opposition der Aufforderung, die Demonstrationen einzustellen und beispielsweise den Tahrir-Platz zu räumen. Tatsächlich gab es nun zusätzliche Demonstrationen einzelner Berufsgruppen. Die politischen Forderungen wurden vom Militärrat akzeptiert und nacheinander erfüllt. Am 3. März wurde ein neuer Premierminister ernannt, der in den folgenden Tagen ein neues Kabinett vorstellte. Die Sicherheitspolizei wurde aufgelöst und als das Verbrennen von Akten bekannt wurde, stürmten Demonstranten Gebäude der Sicherheitspolizei. Am 19. März gab es eine Volksabstimmung über eine von einer Kommission ausgearbeitete Änderung der Verfassung, um in einigen Monaten demokratische Parlaments- und Präsidentschaftswahlen abhalten zu können. Am 23. März verabschiedete das Kabinett ein neues Streikrecht, das Demonstranten während Geltung des Notrechts schwer bestraft (zu diesem Zeitpunkt waren die Notstandsgesetze noch in Kraft). Zusätzlich wurde noch ein vorläufiges Parteienrecht verabschiedet.
Samstag, 12. Februar
Nachdem bis in die frühen Morgenstunden Millionen von Menschen im ganzen Land den Rücktritt des Präsidenten feierten, verkündete der Oberste Militärrat in seiner vierten Ankündigung, dass die derzeit amtierenden Minister bis zu der Wahl einer neuen Regierung ihre Arbeit fortsetzen werden. Die Armee lockerte die Ausgangssperre weiter und der staatliche Rundfunk versprach eine ehrliche Berichterstattung. Ferner sollen alle regionalen und internationalen Abkommen, darunter auch der Friedensvertrag mit Israel, eingehalten werden. Unterdessen wurden auf dem Tahrir-Platz in Kairo die Barrikaden gemeinsam von Zivilisten und Armeeangehörigen abgebaut sowie einige Straßen von Freiwilligen gereinigt.
Sonntag, 13. Februar
Die Armee entfernte die stehengebliebenen Zelte auf dem Tahrirplatz und leitete anschließend den Straßenverkehr ein. Es kam zu Gerangel zwischen Militärangehörigen und Demonstranten. Hunderte Ägypter demonstrierten auf dem Tahrir-Platz für das Ende des Ausnahmezustands und für die Auflösung des Parlaments. Weiter gab es Streiks und Proteste an der Börse, bei Textilfirmen, Medien-Organisationen, Stahlfirmen, der Post, der Eisenbahn und im Gesundheitsministerium. Einige Polizeikräfte demonstrierten für bessere Löhne, Wiederherstellung ihrer Ehre und Strafimmunität vor dem Innenministerium, es fielen Warnschüsse durch das Militär. Der oberste Militärrat setzte die Verfassung außer Kraft, löste beide Kammern des Parlaments auf, kündigte eine Volksabstimmung über eine neue Verfassung an und ließ im Staatsfernsehen verkünden, dass Wahlen wie ursprünglich geplant im September stattfinden werden.
Montag, 14. Februar
Auf dem Tahrir-Platz demonstrierten am Mittag Hunderte gegen die Polizei und kündigten einen landesweiten „Victory March“ am Freitag an. Polizeikräfte ihrerseits demonstrierten wieder vor dem Innenministerium und zeigten die Porträts toter Polizisten, welche sie auch als „Opfer des Regimes“ bezeichneten. Das Militär drohte den Demonstranten mit Verhaftungen. Arbeiter im ganzen Land demonstrierten für bessere Verträge, ebenso Krankenwagenfahrer und Beschäftigte des Transportgewerbes für bessere Löhne und Bedingungen. Wael Ghonim und Blogger Amr Salama trafen sich mit der Militärführung. Die Verfassung soll demnach innerhalb von zehn Tagen umgeschrieben werden, innerhalb von zwei Monaten soll dann in einem Referendum über die neue Verfassung abgestimmt werden. Streiks im Bankensektor führten dazu, dass die ägyptische Börse bis auf unbestimmte Zeit geschlossen bleibt, mindestens bis zum 20. Februar 2011. Die Übergangsregierung in Kairo beantragte in mehreren EU-Ländern und den USA, dass die Konten hochrangiger Vertreter der früheren Regierung eingefroren werden, nachdem die Schweiz diese Maßnahme bereits am 11. Februar vollzogen hatte. Einige höhere Polizeibeamte, die für Schüsse auf Demonstranten verantwortlich gemacht werden, wurden entlassen.
Freitag, 18. Februar
Auf dem Tahrir-Platz feierten hunderttausende Ägypter den Sturz Mubaraks vor einer Woche. Eine Militärkapelle spielte Musik. Die Freitagspredigt wurde erstmals vom radikalislamischen Prediger Yusuf al-Qaradawi gehalten, der nach 30 Jahren im Exil nach Ägypten zurückgekehrt war.
Dienstag, 22. Februar
Die ägyptische Übergangsregierung unter Premierminister Ahmad Schafiq wurde durch den Obersten Rat der ägyptischen Streitkräfte umgebildet. Yehia al-Gamal von der Demokratischen Frontpartei wurde stellvertretender Ministerpräsident. Der Generalsekretär der Neuen Wafd-Partei Mounir Fakhry Abdel Nour wurde zum Tourismusminister ernannt.
Des Weiteren wurde Minister für Wissenschaft Amr Ezzat Salama, Minister für Bildung Ahmed Gamal Eddin Moussa, Minister für Kommunikation und Technologie Maged Ibrahim Othman, Minister für Gesundheit und Bevölkerung Ashraf Mahmoud Ibrahim Hatem, Minister für Erdöl Mahmoud Latif, Minister für Soziale Solidarität und -Gerechtigkeit Gouda Abdel Khaleq, Minister für Handel und Industrie Samir Youssef, Minister für Arbeitskraft und Emigration as-Sayyed Ismail und Minister für Kultur Mohamed Abdel Moneim as-Sawy.
Mittwoch, 23. Februar
Soldaten der ägyptischen Armee griffen das in der Sketischen Wüste gelegene Anba-Bishoy-Kloster mit Maschinenpistolen an. Bei dem Vorfall soll ein Mönch erschossen und ein weiterer entführt worden sein. Insgesamt 19 andere Mitarbeiter des koptischen Klosters wurden erheblich verletzt. Gemäß einer Stellungnahme des ägyptischen Militärrats haben die Soldaten „ein paar Mauern entfernt“, die auf der Straße und auf Land gebaut worden war, das dem Staat gehört. Nach Angaben Bischof Anba Damians hatte die Armee die Mönche in den Wochen davor aufgefordert, eine Schutzmauer um das Kloster zu bauen, weil die Sicherheitskräfte abgezogen und Tausende Gefangene aus den dortigen Gefängnissen freigelassen worden waren.
Freitag, 25. Februar
Die Freitagsdemonstrationen auf dem Tahrir-Platz gehen ungeachtet der Kabinettsumbildung weiter: viele Ägypter zweifeln an den Absichten der Übergangsregierung und versuchen daher den Druck, der gegen die Regierung von Straße aus ausgeht, aufrechtzuerhalten. Dabei geht das ägyptische Militär erstmals gewaltsam gegen die Demonstranten vor.
Samstag, 26. Februar
Die ägyptische Armee entschuldigt sich für das gewaltsame Vorgehen am Freitag auf dem Tahrir-Platz gegen die Demonstranten.
Die Kommission, die Vorschläge für eine Änderung der ägyptischen Verfassung ausarbeiten sollte, hat diese dem Militärrat vorgelegt. Ein Referendum über die Annahme der Änderungen zur Verfassung erfolgte am 19. März.
Montag, 28. Februar
Am 28. Februar 2011 wurde ein Ausreiseverbot für Mubarak, seine Frau Suzanne, seine beiden Söhne Alaa und Gamal sowie deren Ehefrauen verhängt. Außerdem wurde das Vermögen der Familie in Ägypten eingefroren.
Donnerstag, 3. März
Der Militärrat ernannte Essam Scharaf zum neuen Premierminister und damit zum Nachfolger von Ahmed Schafik. Damit entsprach der Militärrat einer wichtigen Forderung der Opposition. Von Juli 2004 an bis Dezember 2005 war Scharaf im Kabinett von Premier Ahmad Nazif als Verkehrsminister tätig.
Freitag, 4. März
Premierminister Essam Scharaf sprach auf dem Tahrir-Platz zu zehntausenden Ägyptern. In Alexandria kam es gegen Abend zu gewaltsamen Zusammenstößen zwischen der Sicherheitspolizei und etwa 1500 Demonstranten, die das lokale Hauptquartier der Sicherheitspolizei stürmen wollten.
Samstag, 5. März
Während der frühere Innenminister Habib al-Adli wegen Korruptionsvorwürfen vor Gericht befragt wurde, drangen hunderte Aktivisten in mindestens sechs Gebäude der Sicherheitspolizei Mabahith amn ad-daula al-ulya (Amn al-Dawla) ein, wobei das Hauptgebäude im Stadtteil Nasr City von Kairo dazu gehörte. Hintergrund dieses Vorgangs war ein aufgekommenes Gerücht, wonach die Sicherheitspolizei aufgelöst werden sollte. Daraufhin begannen Beamte dieser Behörde, systematisch im ganzen Land die geheimen Akten dieser Administration zu vernichten. Als die Aktivisten davon Wind bekamen, versuchten sie, an diversen Orten in Ägypten die Niederlassungen der Sicherheitspolizei zu stürmen, um die Aktenvernichtung zu verhindern und möglichst viele Dokumente zu retten. Das Stürmen der Niederlassungen gelang jedoch nur an sechs verschiedenen Orten (oder einigen mehr) im Land. Ein beträchtlicher Teil der als „geheim“ eingestuften Akten wurde vernichtet, ehe die Aktivisten die Kontrolle über die Gebäude erlangen konnten. Die Sicherheitspolizei setzte scharfe Munition gegen die Aktivisten ein, konnte jedoch das Stürmen der Gebäude an einigen Orten des Landes nicht verhindern, etwa in Kairo und Alexandria.
Gemäß dem arabischsprachigen TV-Nachrichtensender al-Arabiya sollen dabei offizielle Dokumente gefunden worden sein, in denen von Plänen für einen Angriff auf koptische Kirchen die Rede ist. Al-Arabiya berichtete weiterhin, dass der frühere Innenminister Habib al-Adli im Jahr 2004 eine Einheit eingerichtet habe, deren Aufgabe Operationen unter falscher Flagge gewesen seien. Über diese Einheit heißt es, dass sie u. a. auch an dem Terroranschlag auf die koptische Kirche am Neujahrstag 2011 in Alexandria beteiligt gewesen sein soll. Als Quelle hierfür werden geleakte Dokumente des britischen Geheimdienstes genannt.
Wenige Tage nach der Rettung dieser Dokumente tauchte im Internet ein Memo auf, das sich so lesen lässt, dass die Terroranschläge in Scharm El-Scheich vom Juli 2005 nicht von der zuvor unbekannten Abspaltung von al-Qaida verübt wurden, die sich zu den Anschlägen bekannt hatte, sondern von einer „geheimen politischen Abteilung“ des ägyptischen Innenministeriums. Ob dieses Memo echt ist, konnte bislang jedoch nicht geklärt werden.
Nach Angaben von Al Jazeera fanden die Aktivisten im Hauptquartier in Kairo einen Raum, in dem zu fast jedem ägyptischen Aktivisten eine angelegte Akte vorfindbar ist.
Sonntag, 6. März
Polizeigeneral Mansur al-Essawi wird zum neuen Innenminister ernannt. Neuer Außenminister wird Nabil Elaraby, ehemaliger Richter am Internationalen Gerichtshof. Zum Justizminister wird der ehemalige Generalstaatsanwalt Mohammed Abdul Aziz al-Gindi berufen. Die Berufung dieser Personen ins neue Kabinett widerspiegelt den Vollzug von Schritten in Richtung einer weiteren stückweisen Abkehr vom Mubarakschen Herrschaftssystem im Kleinen.
Montag, 7. März
Zum Zweck der Vernehmung in einem laufenden Ermittlungsverfahren ordnete die ägyptische Generalstaatsanwaltschaft eine fünfzehntägige Inhaftierung von 47 Offizieren der Sicherheitspolizei durch die Militärpolizei an. Die Offiziere werden beschuldigt, Akten der eigenen Behörde verbrannt zu haben, um damit Misshandlungen von Bürgern durch den Staat und Gesetzesverletzungen zu verschleiern. Da die Gesetze des Ausnahmezustands den Mitarbeitern der Sicherheitspolizei weitreichende Befugnisse zugebilligt haben – insbesondere gegen fast jede Art oppositioneller politischer Betätigung, geht es bei den zu führenden Ermittlungen nicht um die Verschleierung der stattgefundenen herkömmlichen Übergriffe des ägyptischen Staates gegen seine Bürger, sondern vielmehr um die Verschleierung von Fällen von Folter und anderer schwerer Menschenrechtsverletzungen, also um die Verschleierung von Fällen, wo die Grenzen der Gesetze des Ausnahmezustands noch überschritten wurden.
Tausende von Kopten demonstrierten den ganzen Montag und auch am Dienstag in Kairo. Premierminister Essam Scharaf traf die Demonstranten am Montag und der Militärrat versprach die in den Tagen zuvor angezündete Kirche wieder aufbauen zu lassen.
Dienstag, 8. März
Am Internationalen Frauentag gab es eine Demonstration unter der Losung „million women march“ auf dem Tahrir-Platz. Dabei kam es zu sexuellen Übergriffen gegen Demonstrantinnen, wobei einzelne Frauen von sehr vielen Männern eingekreist wurden.
Gegen Abend begannen in Kairo gewalttätige Auseinandersetzungen im Stadtteil Mokattam zwischen Kopten und Muslimen. Es gab mindestens 13 Tote und 140 Verletzte.
Mittwoch, 9. März
Am 9. März 2011 zerstörten ägyptische Soldaten, Militärpolizei, bezahlte Schlägertrupps („thugs“) mit äußerster Brutalität ein Zeltlager, das von friedlich Protestierenden auf dem Gelände des Ägyptischen Museums in der Nähe des Tahrir-Platzes errichtet worden war. Rund 200 junge Frauen und Männer, die sich im Zeltlager aufhielten, wurden mit Handschellen gefesselt zunächst ins Ägyptische Museum verschleppt, das zu dieser Zeit vom ägyptischen Geheimdienst als Kommandozentrale einschließlich Folterkammern benutzt wurde. Man traktierte die Festgenommenen mit Fußtritten, prügelte mit Holzknüppeln, Schläuchen, Elektrokabeln u. Ä. auf sie ein, versetzte ihnen Elektroschocks, beschimpfte die 18 Frauen, die sich unter den Festgenommenen befanden, als „Prostituierte“.
Von den 18 Frauen wurden 17 in der Folge in ein Militärgefängnis in Heikstep (nordöstlich von Kairo) transportiert (Die ebenfalls festgenommene Journalistin Rasha Azeb wurde nach einigen Stunden – zusammen mit vier anderen männlichen Journalisten – wieder auf freien Fuß gesetzt). Im Militärgefängnis nahm man bei den Frauen Leibesvisitationen vor. Dabei wurden sie gezwungen, sich vollständig zu entkleiden, während sie von gaffenden Soldaten fotografiert wurden.
„Dadurch, dass sie Männern erlaubten, die Frauen während dieser Vorgänge zu beobachten und zu fotografieren, wollten die Angehörigen des Militärs die Frauen demütigen. Damit schufen sie eine zusätzliche indirekte Bedrohung für die Frauen, da diese im Falle einer Veröffentlichung der Fotos weiterer Gefahr ausgesetzt würden“ (Amnesty International). Schließlich wurden die verheirateten Frauen von den unverheirateten getrennt. Bei den 7 unverheirateten Frauen wurden dann vom Militärarzt Ahmed Adel Mohamed el-Mogy zwangsweise sogenannte virginity tests („Jungfräulichkeitstests“) vorgenommen. Diejenigen Frauen, die sich dagegen zur Wehr setzten, wurden mit Elektroschocks traktiert.
Alle 17 Frauen wurden am 11. März 2011 vor ein Militärgericht (East Cairo Military Court for Military Felonies, Ost-Kairoer Militärgericht für Militär-Verbrechen) gestellt und wegen Angriffs auf Armeeangehörige, Zerstörung privaten und öffentlichen Eigentums, unerlaubten Waffenbesitzes, Verkehrsbehinderung, Missachtung der Sperrstunde und anderen Vergehen angeklagt.
Gegen mehrere Frauen wurde eine Haftstrafe von einem Jahr auf Bewährung verhängt. Ihre Freilassung erfolgte am 13. März.
Angesichts der auch nach dem Sturz Mubaraks weitgehend unveränderten Herrschafts- und Gesellschaftsstrukturen, bewies nur eine einzige der betroffenen Frauen den großen Mut mit Unterstützung von Menschenrechtsorganisationen (u. a. Human Rights Watch, Hisham Mubarak Law Center, Egyptian Initiative for Personal Rights, Nadeem Center for Rehabilitation of Victims of Violence und Nazra Association for Feminist Studies) gegen die erniedrigenden Behandlungen durch Militärangehörige Klage vor Gericht zu erheben.
Samira Ibrahim erhob gleich mehrmals Klage: Sie klagte vor dem Militärgerichtshof, dass der Armeearzt Ahmed Adel Mohamed el-Mogy, der an ihr und den anderen Frauen die o. g. „Virginity tests“ vorgenommen hatte, zur Rechenschaft gezogen werden sollte.
Und sie klagte vor dem Obersten Verwaltungsgericht (State Council Administrative Court) dagegen, dass in Militäreinrichtungen „Jungfräulichkeitstests“ vorgenommen wurden, und dagegen, dass sie – als Zivilistin – vor ein Militärgericht gestellt worden war.
Einen ersten Erfolg konnte Samira Ibrahim Ende Dezember 2011 in dem Verfahren vor dem Obersten Verwaltungsgericht erreichen: Das Gericht gab ihr Recht und verbot „Jungfräulichkeitstests“ an weiblichen Insassen in Militärgefängnissen.
In seiner Urteilsbegründung erklärte das Gericht: „Diese Handlungen zielen auf die ganz bewusste Erniedrigung und vorsätzliche Demütigung von Frauen ab, die an Protesten teilgenommen haben … Sie [die Jungfräulichkeitstests] stellen eine Verletzung [gerade] der Menschenrechte und Freiheiten dar, die zu den herausragendsten der von der Verfassung garantierten Rechten und Freiheiten gehören“. Das Gericht bezeichnete die Durchführung der „Jungfräulichkeitstests“ als kriminelle Handlung.
Anfang März 2012 musste Samira Ibrahim dann vor einem Militärgericht mit ihrer Klage gegen den Armeearzt Ahmed Adel Mohamed el-Mogy eine Niederlage hinnehmen. Bereits im Vorfeld der Verhandlung war vom Militärstaatsanwalt die ursprünglich auf „Sexuelle Übergriffe“ lautende Anklage fallen gelassen und auf „Erregung öffentlichen Ärgernisses“ und „Nichtbefolgen militärischer Befehle“ abgemildert worden. Am Ende sprach das Militärgericht den Armeearzt frei. Die Begründung des Gerichts lautete: Aufgrund der widersprüchlichen Zeugenaussagen hätte man nicht feststellen können, ob die „Jungfräulichkeitstests“ überhaupt stattgefunden hätten.
Freitag, 11. März
Vier Behördenchefs aus dem Innenministerium wurden wegen der Tötungen während der Revolution in Ägypten verhaftet.
Samstag, 12. März
Das Militär gab bekannt, dass es schnell politische Parteien zulassen wolle.
Unklar war zunächst, ob es sich um Parteien handelt, die schon unter Mubarak existiert haben oder ob es dabei um etwaige Neugründungen von Parteien geht.
Zwei Männer wurden als Anstifter der gewaltsamen Zusammenstöße am 2. Februar verhaftet. Sie waren Abgeordnete der Nationaldemokratischen Partei im Gouvernement Al-Dschiza.
Zum ersten Mal seit 1952 werden in Ägypten wieder freie, (vom staatlichen Regierungsapparat) unabhängige Gewerkschaften zugelassen. Waren unter Nasser die Rechte der Gewerkschaften noch ausgeweitet worden, so verengten seine Nachfolger Sadat und Mubarak Zug um Zug die Arbeitnehmerrechte und übten zunehmend erdrückende staatliche Kontrolle aus. Vehikel hierbei war die 1961 etablierte ETUF (Egyptian Trade Union Federation), die zunehmend dem MOMM (Ministry of Manpower and Migration = Ministerium für Arbeitskräfte und Migration) unterstand, mit engen personellen Verflechtungen zur alles dominierenden Regierungspartei NDP. Mit dem „Trade Union Law“ („Gewerkschaftsgesetz“) des Jahres 1976 (Law 35 von 1976 + Amendments (Veränderungen): Law 1/1981, Law 12/1995) wurde eine hierarchische, zentralistische Organisationsstruktur festgeschrieben. Die ETUF fungierte seitdem als einziger offiziell anerkannter Dachverband der 23 nach Wirtschaftsbereichen gegliederten Einzelgewerkschaften, die ihr zwangsweise angehören mussten. Beschäftigte, die sich außerhalb der ETUF organisierten, konnten entlassen werden. Das „Trade Union Law“ gab der ETUF bzw. dem MOMM etwa das Recht, sich neu bildende Gewerkschaften zuzulassen oder aber ihre Gründung zu untersagen.
Die ETUF verfügte über umfassende Befugnisse in Bezug auf die Nominierungs- und Wahlverfahren für Gewerkschaftsämter. Gewerkschafter durften sich nicht mehr politisch betätigen.
Mit dem sogenannten „Unified Labor Law“ (etwa: „Gesetz der Vereinigten Arbeit[er]“) des Jahres 2003 (Law 12 von 2003) wurden die damals noch verbliebenen Arbeitnehmerrechte fast völlig abgebaut: Unter anderem durften Behörden oder Arbeitgeber seitdem den Inhalt und den Geltungsbereich von Tarifverträgen einseitig aufheben, abändern oder ausweiten; außerdem begrenzte das Gesetz Streiks so stark, dass sie praktisch unmöglich wurden, es weitete Zeitarbeitsverträge aus und ermöglichte Entlassungen ohne Angabe von Gründen.
Der neu ernannte Minister für Arbeit und Immigration Ahmed Hassan El-Borai erklärte am 12. März 2011, dass diese unhaltbaren Zustände umgehend verändert würden und nationale (Verfassung) wie internationale Verpflichtungen (etwa Übereinkommen mit der ILO / 87 von 1948 und 96 von 1949), die Ägypten zwar unterzeichnet, aber fünf Jahrzehnte lang nicht beachtet hatte, wieder eingehalten würden.
El-Borai erklärte die bisherigen Gewerkschaftsgesetze (s.o) aufzuheben. Ein neues Gesetz solle in Zusammenarbeit mit dem Center for Trade Union and Workers' Services (CTUWS) erarbeitet werden.
Folgende Prinzipien sollen dabei eingehalten werden:
Das Recht aller Arbeitnehmer, ihre eigenen Vereinigungen zu gründen und zu gestalten und Gewerkschaften ihrer [eigenen] Wahl beizutreten.
Die völlige Unabhängigkeit und Autonomie der Gewerkschaften, bei allen internen Angelegenheiten, der Gestaltung ihrer Satzungen, ihrer Finanzangelegenheiten und die freie und faire Wahl ihrer Führung.
Jede Kontrolle durch das MOMM (Ministerium für Arbeitskräfte und Migration) solle ausgeschlossen werden.
Das Recht aller Gewerkschaften, ihre eigenen Verbände zu bilden und internationalen Verbänden beizutreten.
Montag, 14. März
In der Nacht beendet das ägyptische Militär gewaltsam eine Demonstration, die von Kopten durchgeführt wurde. Dabei demonstrieren sie gegen die Zerstörung einer Kirche, die während der letzten Wochen stattfand, sowie für eine juristische Gleichstellung mit den Muslimen. Durch das gewaltsame Eingreifen des Militärs sind 15 Menschen verletzt worden.
Dienstag, 15. März
Der derzeitige ägyptische Innenminister Mansour El-Essawy (bzw. der derzeit herrschende Militärrat) gibt die Auflösung der Staatssicherheitsbehörde (Mabahith amn ad-daula al-ulya) (englisch State Security Investigations Service – SSIS) bekannt. In allen Provinzen des Landes sollen sämtliche Büros und Verwaltungseinheiten der Behörde umgehend aufgelöst werden. Die dem Innenministerium unterstehende Behörde, tragende Säule des ehemaligen Mubarak-Regimes, verfügte landesweit über mehr als 100.000 Mitarbeiter und einem umfassenden Netz von Zuträgern („Informanten“). Darüber hinaus standen ihr die etwa 350.000 Mann umfassenden paramilitärischen Central Security Forces (CSF) (s. engl. Wiki) zur Verfügung.
Die in der Bevölkerung zutiefst verhasste Behörde hatte weitgehend freie Hand gegen oppositionelle Gruppierungen vorzugehen, bespitzelte Islamisten, Christen, Studenten, Gewerkschafter, Richter, Künstler. Ihr werden Folter von Gefangenen sowie Fälschung von Wahlen vorgeworfen. Der Militärrat bzw. der derzeitige Innenminister kommt damit einer zentralen Forderung der Protestbewegung nach. Zugleich wurde die Bildung einer neuen Behörde mit dem Namen „Nationale Sicherheit“ angekündigt, die für die Wahrung der Sicherheit Ägyptens sowie die Terrorabwehr zuständig sein soll.
Samstag, 19. März
Ein Referendum über die von einer Kommission ausgearbeiteten Änderung der ägyptischen Verfassung fand statt. Die neue Verfassung wurde im Referendum mit einer Mehrheit von etwa 77 Prozent von den Wählern angenommen.
Mittwoch, 23. März
An der Ägyptischen Börse wurde seit der Schließung am 27. Januar zum ersten Mal wieder gehandelt. Der Börsenindex EGX 30 fiel anfangs um die maximal erlaubten 10 Prozent, wurde dann vom Handel kurz ausgesetzt, um am Ende der Handelszeit mit einem Minus von knapp 9 Prozent zu schließen. Die breiter gefassten Börsenindexe EGX70 und EGX100 konnten am folgenden Tag mit Kursgewinnen aus dem Handel gehen. Der EGX30 beendete die Handelszeit mit einem Verlust von fast 4 Prozent, wobei der Index zwischenzeitlich fast 7 Prozent im Minus stand.
Mittwoch, 30. März
General Mamduh Schahin veröffentlichte im Auftrag des amtierenden Militärrates eine Übergangsverfassung, die bis zu den abzuhaltenden Präsidentschafts- und Parlamentswahlen gültig ist. Die Interims-Verfassung baut auf der bisherigen Verfassung auf. Dabei wurde das Ergebnis des Verfassungsreferendums am 19. März berücksichtigt; zusätzlich festigte das Militär seine Macht, da dem zivilen Premierminister sowie seinen Ministern lediglich beratende Funktion zukommt.
Der Militärrat gab sich selbst zusätzliche Befugnisse; er legte fest, dass eine Volksversammlung und ein neuer Präsident gewählt werden soll. In die Übergangsverfassung wurde jedoch kein genauer Wahlmodus hineingeschrieben. Die Wahlen sind für den Herbst 2011 geplant. Das islamische Recht, die Scharia, wurde als Hauptquelle der landesweiten Rechtsprechung festgeschrieben.
Montag, 4. April
Nach einem heute veröffentlichten Bericht des ägyptischen Gesundheitsministeriums sind bei den 18-tägigen Protesten in Ägypten, die im Februar zum Sturz von Präsident Hosni Mubarak geführt hatten, mehr als 800 Menschen getötet und 6400 verletzt worden. In zuvor veröffentlichten Bilanzen hatten die Behörden von „nur“ 365 Toten gesprochen. Menschenrechtsgruppen setzen die Zahl der Opfer noch höher an und gehen von 1500 getöteten Menschen in der Zeit der Proteste und Unruhen aus.
Dienstag, 5. April
Am 5. April wurde bekannt, dass die dem Justizministerium zugeordnete Illicit Gains Authority (etwa: Behörde für [die Untersuchung] illegale[r] Vermögen), die Vermögen des ehemaligen Wohnungsbauministers Mohammed Ibrahim Suleiman, des ehemaligen Sprechers der ägyptischen Volksversammlung, Ahmed Fathi Sorour, des ehemaligen Leiters des Stabes von Husni Mubarak, Zakaria Azmi, sowie des ehemaligen Generalsekretärs der NDP und Sprechers des Schura-Rats Safwat al-Sherif „eingefroren“ hat.
Eventuell geheimgehaltene Vermögen, geheime Geldtransaktionen dieser vier Politiker und ihrer Familienangehörigen würden ge- bzw. untersucht. Das Vermögen der vier Verdächtigen habe derart rasant zugenommen, dass sich der Verdacht ergebe, sie hätten ihre politische Positionen für ihre persönliche Bereicherung genutzt.

### Wiederaufflammen des Protestes / Inhaftierung der Familie Mubarak
Freitag, 8. April
Hunderttausende Demonstranten verlangten unter dem Motto „Freitag der Reinigung und des Gerichts“ auf dem Tahrir-Platz eine schnelle Aburteilung des vom Volk zum Rücktritt gezwungenen Ex-Präsidenten Mubarak, seiner Familie und seiner Gefolgsleute. Erstmals wurde auch direkt der Abgang von Feldmarschall Mohammed Hussein Tantawi, dem Vorsitzenden des Obersten Rats der Streitkräfte, gefordert. Die Menschen sind zunehmend enttäuscht, da noch immer die alte Garde Mubaraks mit neuen Personen, aber nach den alten Prinzipien regiert. Die Versammlungsfreiheit war zuvor durch Gesetzesänderungen am 23. März weiter beschränkt worden.
Samstag, 9. April
Bisher war das Ansehen des Militärs in weiten Teilen der ägyptischen Bevölkerung hoch; beim Sturz Mubaraks am 11. Februar kam es oftmals zu Verbrüderungen zwischen Demonstranten und Armeeangehörigen.
Am 9. April fanden jedoch – wie bereits am Vortag – Massendemonstrationen statt, bei denen die Absetzung der Militärregierung unter Mohammed Hussein Tantawi und echte Reformen verlangt wurden. Der Militärrat drohte unverhohlen mit Gewalt gegen die Demonstranten. Bei Auseinandersetzungen zwischen Zivilisten und Militärpolizisten wurden zum ersten Mal seit dem Sturz Mubaraks Demonstranten getötet.
„Ich habe darauf gewartet, das andere Gesicht der Armee zu sehen", sagte ein Demonstrant. "Wenn sie so weitermacht, wird sie das andere Gesicht des Volkes zu sehen bekommen.“
Sonntag, 10. April
Erstmals seit seinem Sturz äußerte sich Ex-Präsident Mubarak – in einer Audio-Botschaft des in Dubai, VAE, ansässigen Nachrichtensenders al-Arabiya. Mubarak steht derzeit in seiner Sommerresidenz im Luxusbadeort Scharm asch-Schaich unter Hausarrest. Er bestritt die gegen ihn erhobenen Vorwürfe, sich durch korrupte Machenschaften bereichert und Gelder ins Ausland verschoben zu haben und beschwor die Einheit des ägyptischen Volkes. Er erklärte, er besitze keine Bankkonten, Immobilien oder anderes Vermögen im Ausland. „Die letzten Wochen wartete ich darauf, dass die Wahrheit aus der ganzen Welt an den Oberstaatsanwalt dringen würde“, sagte Mubarak.
Kurz darauf gab die Militärregierung bekannt, dass Hosni Mubarak sowie seine Söhne Gamal Mubarak und Alaa Mubarak von der ägyptischen Staatsanwaltschaft zur Vernehmung vorgeladen werden. Viele, zumeist jugendliche Demonstranten, die weiter auf dem Tahrir-Platz ausharren, halten dies für ein Täuschungsmanöver und fordern weiter die Ablösung der Militärregierung, die die Ziele der Revolution verraten habe.
Montag, 11. April
Nach dem Motto „Der Diktator ist weg, nicht aber die Diktatur“ kämpft die ägyptische Armee um ihre neue Machtposition. Der Blogger Maikel Nabil Sanad, der in Ägypten äußerst umstritten ist, weil er eine friedliche arabisch-israelische Koexistenz für möglich hält und in seinem Blog nachweislich berichtete, dass die ägyptische Armee absichtlich Konflikte zwischen Christen und Muslimen anheizte, um daraus politisches Kapital zu schlagen wurde zur Abschreckung in einem Schnellverfahren von einem Militärgericht zu drei Jahren Haft verurteilt.
Bereits zuvor gingen Militär und Polizei brutal gegen die freie Meinungsäußerung im Internet vor; der von ägyptischen Geheimpolizisten zu Tode gefolterte Blogger Chaled Mohammed Said wurde zu einer Symbolfigur der Revolution. Der Prozessbeginn gegen seine mutmaßlichen Mörder wurde bisher immer wieder vertagt.
Dienstag, 12. April
Ex-Präsident Mubarak wurde von der Staatsanwaltschaft in der Stadt et-Tor vernommen. Anschließend wurde Mubarak in ein Krankenhaus in Scharm asch-Scheich gebracht, da er während der Befragung einen Herzinfarkt erlitten habe. Der ehemalige Präsident konnte jedoch ohne fremde Hilfe laufen und wurde in der Präsidentensuite der Klinik untergebracht. Der Direktor des Krankenhauses bezeichnete seinen Gesundheitszustand als „mehr oder weniger“ stabil.
Mittwoch, 13. April
Hosni Mubarak und seine Söhne Gamal und Alaa wurden offiziell in Untersuchungshaft genommen – für viele Ägypter ist dies ein Grund zum Feiern.
Die ägyptische Staatsanwaltschaft gab auf ihrer Facebook-Seite bekannt, dass sie eine 15-tägige Untersuchungshaft gegen Hosni Mubarak und seine Söhne anordnete. Der Ex-Präsident befand sich nach wie vor in einem extra für ihn geräumten örtlichen Krankenhaus, währenddessen seine beiden Söhne in einem Militärflugzeug nach Kairo verbracht und dort im Tora-Gefängnis interniert wurden; es handelt sich um dasselbe Gefängnis, in dem Hosni Mubarak während seiner Präsidentschaft seine Gegner einsperren ließ. Insgesamt wird dem Ex-Präsidenten Hochverrat vorgeworfen.
Die Inhaftierungen erfolgten nach öffentlichem Druck und werden von intellektuellen Ägyptern für ein Ablenkungsmanöver der Militärregierung gehalten. Die zumeist jungen Menschen in der ägyptischen Opposition wiesen darauf hin, dass auch die amtierende Militärjunta selbst in Korruption verwickelt sei. Aus der in Europa sprichwörtlich-verkürzten Aussage von Pierre Vergniaud im Zusammenhang mit der Französischen Revolution „die Revolution frisst ihre eigenen Kinder“ werden landesspezifische und zeitrelevante Schlüsse gezogen, um Fehler zu vermeiden; weitere Demonstrationen sind angekündigt.
Dem ägyptischen Ex-Präsidenten droht die Todesstrafe.
Donnerstag, 14. April
Nach Auskunft der behandelnden ägyptischen Ärzte leidet Hosni Mubarak nicht an körperlicher, sondern an seelischer Krankheit. Er bestreitet alle gegen ihn erhobenen Vorwürfe: er habe nichts mit den Schlägertruppen auf Pferden und Kamelen zu tun, die am 2. Februar 2011 auf seine Gegner einknüppelten; auch die Vorwürfe wegen Korruption und Amtsmissbrauch wies er zurück. Die Ermittlungen wurden auf das weitere persönliche und geschäftliche Umfeld Mubaraks ausgeweitet.
Es kam zu Auseinandersetzungen zwischen Mubarak-Gegnern und Mubarak-Befürwortern.
Freitag, 15. April
Die ägyptische Staatsanwaltschaft ordnete die Verlegung Mubaraks in ein namentlich nicht genanntes Militärgefängnis an.
Mubaraks früherer Innenminister Habib el-Adli belastete seinen ehemaligen Regierungschef schwer.
Samstag, 16. April
Die Nationaldemokratische Partei Ägyptens, die frühere Regierungspartei des ägyptischen Ex-Präsidenten, wurde durch das Oberste Verwaltungsgericht Ägyptens (Supreme Administrative Court) aufgelöst. Das gesamte Parteivermögen wird gemäß diesem Urteil verstaatlicht; damit fallen die Besitztümer der Partei indirekt der gegenwärtigen Militärregierung zu.
Das Gericht begründete seine Entscheidung u. a. wie folgt: Da das „Haupt“, also Mubarak, bereits gefallen ist, sei es nur logisch, dass sein Hauptwerkzeug nun auch falle – so der Vorsitzende des Gerichts, Mohammed Agaty. Die nationaldemokratische Partei habe die in der ägyptischen Verfassung garantierten Rechte und Freiheiten unterminiert; ihre Vorgehensweisen habe zu sozialer und politischer Korruption sowie zu einer Monopolisierung der Macht geführt, um z. B. oppositionelle Bewegungen und Parteien zu schwächen, Aktivisten mit unterschiedlichen politischen Ansichten zu inhaftieren und das ägyptische Volk durch Intrigen zu entzweien. Die NDP benutzte den Sicherheitsapparat der Regierung, um die politische Opposition und Freiheitsbestrebungen niederzuhalten.
Dem untergetauchten Vize-Präsidenten Omar Suleiman wird selbsttätige Beihilfe zur Folter vorgeworfen.
Dienstag, 19. April
Am 19. April wurde durch verschiedene Medien bekannt, dass die Unruhen, die zum Sturz Mubaraks führten, brutaler verliefen als bisher bekannt. Während bisher von 365 Toten die Rede war, bestätigte der Militärrat am 20. April offiziell, dass mindestens 846 Ägypter getötet wurden. Bei Einsätzen in der Nacht auf den 29. Januar sowie insbesondere am 2. Februar schossen Polizisten oft gezielt mit scharfer Munition in den Kopf oder in die Brust von Demonstranten. Eine Anzahl an Demonstranten erblindete an den Folgen der Polizeigewalt. Insgesamt wurden 6467 Menschen verletzt.
Der Sekretär der Untersuchungskommission, Omar Marwan, machte während einer Pressekonferenz den Ex-Präsidenten Mubarak persönlich für die Ereignisse verantwortlich: „Der Schießbefehl gegen Demonstranten war nur mit seiner Zustimmung möglich“, sagte Marwan. Weiterer Hauptbeschuldigter ist der Ex-Innenminister Habib al-Adli. Die Kommission präsentierte einen über 400 Seiten umfassenden Bericht; angeblich sind zuvor mehr als 17.000 Polizisten und Demonstranten befragt und 800 Videoclips und Amateurfotos ausgewertet worden.
Samstag, 23. April
Die ägyptische Staatsanwaltschaft verlängerte die gegen Mubarak angeordnete Untersuchungshaft um weitere 15 Tage; er befindet sich in einem Militärkrankenhaus 40 Kilometer östlich von Kairo.

### Weitere politische und gesellschaftliche Entwicklung unter der Militärregierung
Mittwoch, 27. April
Auf der Sinai-Halbinsel fand ein Anschlag auf eine Pipeline nahe dem Gasterminal in der Ortschaft as-Sabil statt. Dieses Gasterminal liegt im Norden der Halbinsel und versorgt neben Israel auch Jordanien mit Erdgas. Insgesamt dauerte es etwa vier Stunden, bis die Feuerwehr den Brand löschen konnte. In der Vergangenheit hatten bereits zwei solcher Anschläge auf die Pipeline stattgefunden. Stoßrichtung der Anschläge ist die Erdgasversorgung Israels, da viele Ägypter Geschäfte mit dem israelischen Staat ablehnen. Die letzten Anschläge bzw. Anschlagsversuche hatten zuvor im Februar bzw. März 2011 stattgefunden. Israels Infrastrukturministerium zog aus den zwei aktuellen Anschlägen seine Konsequenzen: Aufgrund der unsicheren Lage in Nahost bemüht sich Israel nun, von arabischem Erdöl und -gas unabhängiger zu werden. Dazu soll auch in alternative Energiegewinnung investiert werden.
Mittwoch, 4. Mai
Justizminister Mohammed Abdul Aziz al-Gindi veranlasste am 4. Mai 2011 den Rücktritt des Leiters der forensischen (rechtsmedizinischen) Untersuchungsbehörde Dr. el-Sebai Ahmed el-Sebai und ernannte Dr. Ihsan Kemeel Georgy zu seinem Nachfolger.
In einer Talk-Show bei ONTV, an der El-Sebai teilnahm, waren Korruptionsfälle in der forensischen Untersuchungsbehörde thematisiert worden. Auf die von dieser Behörde bei Chalid Muhammad Saʿid durchgeführten Autopsien angesprochen, bestand El-Sebai weiterhin darauf, dass Chalid Muhammad Saʿid durch das Verschlucken eines Päckchens Drogen erstickt und keinesfalls von Polizisten ermordet worden sei. Im Verlauf der TV-Show wurde El-Sebai weiterhin beschuldigt, Autopsien der Opfer, die während der Anti-Mubarak Proteste getötet worden waren, manipuliert zu haben. El-Sebai behauptete, dass diese Menschen durch Geschosse umgebracht worden seien, die von der ägyptischen Polizei nicht eingesetzt würden.
Als sich Protest formierte, beauftragte Premierminister Scharaf Justizminister al-Gindi eine Untersuchungskommission zu bilden, die El-Sebai zu den gegen ihn in der ONTV-Show erhobenen Vorwürfen befragen soll.
Donnerstag, 5. Mai
Der ehemalige Innenminister Habib al-Adli wurde zu einer Haftstrafe von zwölf Jahren verurteilt. Er wurde von einem Gericht in Kairo wegen Veruntreuung von Geldern, Geldwäsche und persönlicher Bereicherung schuldig gesprochen. Andere ihm vorgeworfenen Rechtsbrüche, z. B. der Einsatz von physischer und psychischer Gewalt gegen Oppositionelle, auch gegen Demonstrationen, sowie Operationen von Geheimdiensteinheiten unter falscher Flagge wurden nicht verhandelt. Al-Adli wird beschuldigt, dass er das brutale Vorgehen der Polizei gegen Demonstranten während der Proteste gegen Mubarak befahl; wegen dieser Anschuldigungen wird er sich in einem weiteren Prozess der sich in Vorbereitung befindet verantworten müssen.
Samstag, 7. Mai
In Imbaba, einer im Westen der Metropolregion Kairo gelegenen Vorstadt, kam es infolge von Gerüchten zu Straßenkämpfen zwischen koptischen Christen und ultrakonservativen Muslimen. Ein muslimischer Mann behauptete, seine kurz zuvor zum Islam übergetretene Braut – die ohne, dass es der Bräutigam wusste, zu dieser Zeit bereits mit einem anderen koptisch-christlichen Mann verheiratet war – werde gegen ihren Willen in einer Kirche festgehalten. Aufgebrachte Muslime, die dem Gerücht Glauben schenkten, hielten es für ihre religiöse Pflicht, die Frau zu befreien und griffen deshalb das christliche Gotteshaus an, um sich mit Gewalt Zutritt zu dem Gebäude zu verschaffen. Bei der Auseinandersetzung fielen Schüsse; auch von umliegenden Dächern aus wurde geschossen. Im Laufe des gewaltsamen Zusammenstoßes griff die Gewalt auch auf die Umgebung über; die Frontfassade der Kirche und mehrere umliegende Wohnhäuser wurden in Brand gesteckt. Militär und Polizei versuchten, die Ausschreitungen zu entschärfen. Insgesamt wurden 15 Menschen getötet und mehr als 200 Menschen verletzt.
Ehen zwischen Kopten und Muslimen gelten in Ägypten allgemein als tabu. Wenn eine koptische Christin einen Muslim heiratet, dann wird sie aus der koptischen Kirche ausgeschlossen. Weil Ehescheidungen ähnlich wie z. B. in der katholischen Kirche weitgehend verboten sind, konvertieren manche trennungswillige Koptinnen zum Islam, um auf diese Weise für sich einen Ausweg aus einer unglücklichen Ehe erreichen zu können. Die Frau, die in ägyptischen Justizkreisen als Auslöserin der gewalttätigen Auseinandersetzungen galt, wurde festgenommen; ihr wird Vielmännerei zur Last gelegt.
Dienstag, 10. Mai
Der frühere ägyptische Tourismusminister Soheir Garranah wird von einem Kairoer Gericht wegen Verschwendung öffentlicher Gelder zu einer fünfjährigen Haftstrafe verurteilt. Das Gericht sah es als erwiesen an, dass der Ex-Politiker wertvolle Grundstücke aus Staatsbesitz weit unter Marktpreis an einflussreiche Geschäftsleute verkauft hatte, darunter Landflächen, auf denen sich Ölquellen befanden. Die drei Beteiligten wurden auch zu einer Geldstrafe verurteilt und müssen die Grundstücke zurückgeben.
Donnerstag, 12. Mai
Der Oberste Militärrat gibt bekannt, dass das unter Mubarak ununterbrochen geltende Notstandsgesetz („Gesetz Nummer 162“ aus dem Jahr 1958) nicht ausgesetzt, sondern bis nach den noch ausstehenden Präsidentschafts- und Parlamentswahlen in Kraft bleibt.
Anwendung finden soll es allerdings „nur“ bei Auseinandersetzungen mit konfessionellem Hintergrund, Gewaltverbrechen, mutwilliger Zerstörung von öffentlichem oder privatem Besitz, dem Blockieren von Straßen sowie Angriffen auf Polizei- oder Militärkräfte.
Samstag, 14. Mai
Am 14. Mai 2011 ordnet das Justizministerium eine 15-tägige Untersuchungshaft für Suzanne Mubarak, die Frau des gestürzten Präsidenten Husni Mubarak an. Die Justiz ermittelt gegen sie wegen illegaler Bereicherung und wegen des Verdachts der Veruntreuung staatlicher Gelder. Die Staatsanwaltschaft in Kairo ermittelt wegen Unterschlagung, illegaler Bereicherung und Korruption. Unter anderem geht es um Millionenbeträge, die dem nationalen Prestigeobjekt der Bibliothek von Alexandria zugutekommen sollten.
Dienstag, 17. Mai
Am 17. Mai 2011 wird Suzanne Mubarak aus der U-Haft wieder entlassen, nachdem sie sich dazu entschieden hatte, den Leiter der Justizbehörde zu bevollmächtigen, das Geld von zwei ihrer Bankkonten (bei der Ahly National Bank sowie Société Générale) in Höhe von 24 Millionen ägyptischen Pfund (rd. 2,8 Millionen Euro) abzuheben und eine ihr gehörende Luxusvilla in Masr Al-Gedida (Heliopolis, Kairo) zu verkaufen. Trotzdem wird weiter gegen sie ermittelt. Ein Regierungssprecher erklärte, der Fall sei mit der Übergabe ihres Vermögens noch nicht geschlossen.
Mittwoch, 18. Mai
Ägypten erhebt Anklage gegen den ehemaligen Wohnungsbauminister.
Ägyptens Generalstaatsanwalt hat den ehemaligen Wohnungsbauminister Mohammed Ibrahim Suleiman und vier seiner Stellvertreter wegen Veruntreuung öffentlicher Gelder angeklagt. Mit Suleiman, wird mittlerweile der zweite Wohnungsbauminister von der Justiz zur Verantwortung gezogen (Zuvor war schon Ahmed al-Maghrabi, Wohnungsbauminister im ehemaligen Kabinett Nazif wegen illegaler Grundstück-Deals angeklagt worden). Suleiman war Wohnungsbauminister von 1996 bis 2005 (Kabinett Ganzuri I, Kabinett Abaid und erstes Kabinett Nazif) und hat mehrere fragwürdige Grundstück-Deals mit Bau-/Immobilienunternehmen abgewickelt.
So soll er u. a. SODIC, Ägyptens drittgrößtem Bauunternehmen, staatseigene Landflächen zu einem Preis überlassen haben, der weit unterhalb des Marktwertes lag. In diesem Zusammenhang wird auch Magdy Hussein Rasekh, ehemaliger Vorstandsvorsitzender von SODIC und Schwiegervater von Alaa Mubarak angeklagt. Die Untersuchungen hätten gezeigt, dass Suleiman und seine mitangeklagten Stellvertreter es Rasekh ermöglicht hätten, illegale Profite von LE 907 Mill. (= 114,6 Mill. Euro) einzustreichen.
Samstag, 4. Juni
Ägyptens Ex-Finanzminister Youssef Boutros Ghali ist in Abwesenheit wegen Amtsmissbrauch und Veruntreuung öffentlicher Gelder zu 30 Jahren Gefängnis und 70 Millionen ägyptischen Pfund (mehr als 8 Millionen Euro) Schadensersatz und Strafe verurteilt worden.
15 Jahre Haft wurden gegen ihn verhängt, weil er sich Luxusautos, die zuvor vom Zoll beschlagnahmt worden waren, angeeignet und privat genutzt oder sie an andere Personen weitergereicht hatte. Weitere 15 Jahre, weil er im Parlamentswahlkampf 2010 Computer und Drucker des Finanzministeriums in sein Wahlbüro transportieren ließ, um mit diesen Material für den eigenen Wahlkampf anzufertigen. Youssef Boutros Ghali wird von Interpol gesucht. Kurz bevor Mubarak unter dem Druck der Massenproteste am 11. Februar 2011 zurücktrat, setzte er sich ins Ausland ab. Medienberichten zufolge soll er sich zuletzt in der libanesischen Hauptstadt Beirut aufhalten.
Freitag, 8. Juli
Einige hundert ägyptische Oppositionelle haben aus Protest gegen die Handlungen des Hohen Militärrates Zelte auf dem al-Tahrir-Platz erneut aufgeschlagen – ähnlich, wie dies im Februar schon einmal geschehen ist –, um ihre Proteste so lange fortzuführen, bis der Militärrat ihren Forderungen nachkommt.
Sonntag, 17. Juli
Die Regierung wird nach Demonstrationen in großen Teilen umgebildet. Während der Innen- und der Justizminister sowie einige andere Minister ihre Ämter behalten, werden 14 Ministerposten neu besetzt: Hasim al-Beblawi, ein liberaler Wirtschaftsfachmann, wird Finanzminister und löst in diesem Amt Samir Radwan ab; Ali Mohamed Al-Selmy wird Vizepremierminister für politische Entwicklung und demokratischen Übergang; Mohamed Abdel Qader Salim wird Minister für Kommunikation und Informationstechnik; Mahmoud Abdel Al-Rahman Eissa wird Minister für Handel und Industrie; Mohamed Kamel Amr wird Außenminister und löst in diesem Amt Nabil El-Arabi ab; Loutfy Moustafa Kamal Tawfik wird Luftfahrtminister; Mohamed Abdel Fadil El-Qousy wird Minister für religiöse Stiftungen; Mohamed Ahmed Atiya Ibrahim wird Minister für Regionale Entwicklung; Moataz Mohamed Khorshid wird Minister für Forschung, Wissenschaft und Technologie; Ali Ibrahim Sabry wird Staatsminister für Militärproduktion und löst in dieser Funktion Sayed Meschaal ab; Amr Mohamed Helmy wird Minister für Gesundheit und Bevölkerung; Ali Zein Al-Abdeen Salim wird Verkehrsminister; Salah al-Sayed Farag wird Agrarminister und Hischam Kandil wird Minister für Wasserressourcen und Bewässerung. Das Ministerium für Altertümerverwaltung wurde nicht mehr an dessen Spitzenposition mit einem Minister neu besetzt, sondern vielmehr auf die Stufe einer gewöhnlichen Behörde herabgestuft.
Im Kern war die Kabinettsumbildung eine Kraftprobe zwischen dem Militärrat und den reformorientierten Kräften des Landes, die den Umbau voranzutreiben suchen. Zwischen beiden Seiten sich um Ausgleich bemühend, fand sich der Premierminister in einer Mittlerposition wieder. In erheblichen Maße sind die Forderungen, die vom Tahrir-Platz in Kairo und „von der Straße“ ausgegangen waren, nicht berücksichtigt worden, was die Ernüchterung, aber auch die Trotzigkeit der Reformkräfte in Bezug auf die Politik des Militärrates weiter andauern lassen wird, so die Einschätzung von Beobachtern.
Donnerstag, 21. Juli
Die neuen Minister im Kabinett Scharaf werden vereidigt.
Samstag, 23. Juli
Eine schwere Straßenschlacht vor dem Verteidigungsministerium zwischen Demonstranten und bewaffneten Schlägern hat zu hunderten Verletzten geführt. Gerufen wurden Slogans wie „Nieder mit der Militärherrschaft“ und „Das Volk will den Sturz des Feldmarschalls“.
Sonntag, 24. Juli
Nachdem am 19. Juli die Hohe Wahlkommission ernannt worden ist, hat diese angekündigt, dass die Parlamentswahlen im November stattfinden würden. Ein genauer Termin wurde nicht genannt.
Freitag, 29. Juli
Erstmals demonstrieren mehrere hunderttausend Salafisten auf dem Tahrir-Platz für einen Gottesstaat.
Montag, 1. August
Das Protestcamp auf dem Tahrir-Platz ist durch Einheiten der Bereitschaftspolizei, welche mit gepanzerten Fahrzeugen ausgestattet gewesen sind, geräumt worden. Die Polizisten sind dabei mit Schlagstöcken gegen die Demonstranten vorgegangen und haben die Zelte eingerissen. Dabei ist es zu gewaltsamen Auseinandersetzungen gekommen.
Mittwoch, 3. August
Der Prozess von Hosni Mubarak beginnt. Das Gerichtsgebäude ist ein umgebauter Hörsaal einer Polizeiakademie in Kairo. Nach wenigen Stunden ist die Verhandlung auf den 15. August vertagt worden.
Montag, 15. August
Die Verhandlung im Fall Hosni Mubarak wird fortgeführt. Nach einigen Stunden Verhandlung ist sie auf den 5. September vertagt worden. Von offizieller ägyptischer Seite heißt es, dass die Gerichtsverhandlungen fortan unter Ausschluss der Öffentlichkeit stattfinden werden.
Samstag, 20. August
Bei einem Angriff auf einen Touristenbus nahe dem Badeort Elat durch Unbekannte sterben acht Israelis. Im Zuge dieses Ereignisses eröffnet ein israelischer Hubschrauber das Feuer auf ägyptische Grenzsoldaten und tötet fünf von ihnen. Später wird erklärt, es habe sich um ein Versehen gehandelt. Nachdem der Vorfall der ägyptischen Öffentlichkeit zur Kenntnis gelangt, kommt es noch am selben Abend zu einer Demonstration vor der israelischen Botschaft in Kairo. Diese Demonstration hält mehrere Tage lang an.
Sonntag, 21. August
Die Entschuldigung des Staates Israel wird von der ägyptischen Regierung für unzureichend erklärt. Noch am selben Tag wird eine Sondersitzung der Arabischen Liga einberufen.
Mittwoch, 7. September
Am 7. September 2011 veröffentlichte das Hisham Mubarak Law Center (HMLC) gemeinsam mit der „No to Military Trials for Civilians“-Kampagne („Keine Zivilisten vor Militärgerichte“) einen Bericht mit dem Titel Diaries Under Military Rule (Tagebuch unter der Militärherrschaft), in dem festgestellt wurde, dass in der – bisher – relativ kurzen Herrschaft des Obersten Militärrats in Ägypten weitaus mehr Zivilisten vor Militärgerichte gestellt und abgeurteilt wurden, als in der gesamten 30-jährigen Herrschaft Mubaraks.
Der Oberste Militärrat habe in seiner nun sieben Monate andauernden Herrschaft rd. 12.000 Zivilisten vor Militärgerichte stellen lassen. In der gesamten – 30-jährigen – Herrschaftszeit Mubaraks seien hingegen „nur“ 2.000 Zivilisten von Militärgerichten abgeurteilt worden.
Zwei Tage zuvor, am 5. September 2011, hatte General Adel al-Morsy, Leiter der ägyptischen Militärjustiz, in einer Pressekonferenz diese Zahlen – schon vorab – bestätigt. Adel al-Morsy teilte mit, dass vom 28. Januar bis zum 29. August 2011 insgesamt 3.863 Verfahren gegen Zivilisten vor Militärgerichten stattgefunden hätten. Dabei sei gegen insgesamt 11.879 Zivilisten Anklage erhoben worden. 795 Angeklagte seien freigesprochen worden, gegen 6.235 Personen Gefängnisstrafen und bei weiteren 1.836 Bewährungsstrafen verhängt worden. Gegen weitere 1.225 Zivilpersonen seien ebenfalls Gefängnisstrafen verhängt worden. Diese Urteile wären aber noch nicht bestätigt worden. 281 Zivilpersonen befänden sich in noch laufenden Verfahren.
Freitag, 9. September / Samstag, 10. September
Die knapp zwei Wochen andauernden Proteste vor der israelischen Botschaft in Kairo erreichen einen vorläufigen Höhepunkt: das Gebäude der israelischen Botschaft in Kairo wird erstürmt. Das dort anwesende Botschaftspersonal wird von ägyptischen Sicherheitskräften aus bedrängter Lage evakuiert und darf anschließend nach Israel ausfliegen. Vor der Botschaft entwickelt sich in der Nacht von Freitag auf Samstag eine mehrstündige Straßenschlacht der Demonstranten mit den Sicherheitskräften, aus der drei Tote und mehr als eintausend Verletzte resultieren.
Mittwoch, 28. September
Am 28. September 2011 gab der Oberste Rat der Streitkräfte die Termine für die immer noch ausstehenden Parlamentswahlen (Ägyptische Volksversammlung und Schura-Rat) sowie Präsidentschaftswahlen bekannt.
Danach soll die Wahl zur Ägyptischen Volksversammlung – nachdem bis zum 12. Oktober 2011 die Kandidaten benannt sein müssen – an drei Terminen (für jeweils unterschiedliche Gebiete Ägyptens) durchgeführt werden: 28. November 2011, 14. Dezember 2011 und 3. Januar 2012. Die Eröffnungssitzung ist für den 17. März 2012 geplant.
Die Wahl zum Schura-Rat soll – nachdem auch hier die Kandidaten bis zum 12. Oktober 2011 benannt sein müssen – am 29. Januar 2012 abgehalten werden. Für den 24. März 2012 ist die Eröffnungssitzung geplant.
Ende März/Anfang April 2012 soll dann eine gemeinsame Versammlung von Volksversammlung und Schura-Rat stattfinden, bei der 100 Personen (aus-)gewählt werden, die eine neue Verfassung für Ägypten erarbeiten sollen. Über die neue Verfassung soll ein Referendum durchgeführt werden.
Nachdem das Ergebnis des Referendums bekannt ist, können Kandidaten für das Amt des Präsidenten benannt werden. Ein neuer Präsident soll dann innerhalb von 45 bis 60 Tagen gewählt werden.
Bevor die Wahlen beginnen, soll das Ausnahme-/Notstandsgesetz Ägyptens (Emergency Law / Law Nr. 162 von 1958), das seit Regierungsantritt Husni Mubaraks im Jahre 1981 ununterbrochen angewandt wurde, und das fast sämtliche durch die Verfassung garantierten Grundrechte außer Kraft setzte, ausgesetzt werden.
Samstag, 8. Oktober
Der in Ägypten de facto regierende Oberste Militärrat (Oberster Rat der Streitkräfte) hat am 8. Oktober 2011 dem Druck der zu Wahlbündnissen zusammengeschlossenen Parteien (Nationale Demokratische Allianz für Ägypten – mit der Freiheits- und Gerechtigkeitspartei der Muslimbrüder und der Neuen Wafd-Partei + Ägyptischer Block – einer Allianz von säkularen, liberalen und sozialistischen Parteien – Partei der Freien Ägypter, Demokratische Frontpartei, Ägyptische Sozialdemokratische Partei, Ägyptische Sozialistische Partei, Ägyptische Kommunistische Partei, Nationale Vereinigung für den Wandel und die Bauerngewerkschaft), die mit dem Boykott der kommenden Parlamentswahlen gedroht hatten, nachgegeben und eine Änderung des Wahlgesetzes verkündet.
Der umstrittene Artikel 5 des Wahlgesetzes soll gestrichen werden. Von den Parteien war kritisiert worden, dass laut Art. 5 des Wahlgesetzes nach einem „gemischten System“ nur zwei Drittel der Parlamentssitze über Parteilisten (party-list-based candidacies) gewählt, ein Drittel aber unabhängigen Kandidaten (individual candidacy system) vorbehalten bleiben sollte.
Man befürchtete, dass Mitglieder der mittlerweile aufgelösten und verbotenen Nationaldemokratischen Partei (NDP) als „unabhängige“ Einzelkandidaten wieder ins Parlament einziehen könnten, und forderte, dass sämtliche Abgeordnete ausschließlich über Partei-Listen gewählt werden sollten.
Weiterhin sollen neue Regelungen für den Wahlkampf eingeführt werden: Das Ausüben von gewaltsamem Druck auf Wähler, Bestechung, religiöse Parolen sowie sexuelle und ethnische Diskriminierung sollen mit Haft- und Geldstrafen geahndet werden (Art. 50). Bestraft werden sollen auch Ägypter, die sich in die Wählerlisten eintragen und dann nicht zur Wahl gehen (Art. 40)
Um generell auszuschließen, dass Anhänger Mubaraks erneut ins Parlament einziehen, soll ein Gesetz zum Landesverrat aus dem Jahre 1952/1953. (Treachery Law 344/1952, amended / abgeändert durch Law 173/1953) wieder aktiviert werden. Dieses Gesetz würde ermöglichen, Minister, Abgeordnete und Staatsbedienstete wegen Korruption und politischem Machtmissbrauch zu belangen, sie aus ihren Ämtern zu entlassen und ihnen für mindestens fünf Jahre das aktive und passive Wahlrecht für Parlaments- und andere Wahlen zu nehmen.
Sonntag, 9. Oktober
Eine Demonstration von etwa 10.000 Kopten und Gegnern der Militärregierung wurde vor dem Gebäude des Staatsfernsehens von bezahlten Schlägern und Militär angegriffen. Nach stundenlangen Straßenkämpfen waren nach Angaben des Gesundheitsministeriums 25 Menschen getötet und 200 verletzt sowie zwei unabhängige Fernsehsender von Militärs gestürmt. Auch der Betrieb einer großen Tageszeitung wurde unterbrochen. Eine Ausgangssperre wurde verhängt.

### Parlaments- und Präsidentschaftswahlen
Dienstag, 1. November
Vize-Regierungschef Ali al-Selmi veröffentlicht Richtlinien (englisch: Supra-Constitutional Principles) für die Verfassunggebende Versammlung. Sie sehen unter anderem vor, dass das Militär über dem Parlament steht und der Armee weitgehende Autonomie garantiert wird. Unter politischem Druck werden einige Richtlinien in den folgenden Tagen noch geändert.
Freitag, 18. November
Fünfzig- bis hunderttausend Personen demonstrierten gegen die von Ali al-Selmi veröffentlichten Richtlinien, da islamistische, salafistische, liberale und linke Gruppen diese ablehnen.
Samstag, 19. November
Das Militär versuchte Demonstrationen und erste neu entstandene Zelte auf dem Tahrir-Platz aufzulösen. Daraufhin weiteten sich die Demonstrationen und Unruhen in Kairo und anderswo aus. Auf dem Tahrir-Platz wuchs z. B. die Zahl der Demonstranten von etwa 100 Personen auf 5000 Personen bei Sonnenuntergang an. Das Ziel der Demonstrationen ist, dass der Militärrat seine Macht abgeben soll. Bis zum Sonntag starben vier Menschen auf dem Tahrir-Platz, es gab fast 700 Verletzte.
Montag, 21. November
Die Demonstrationen und Straßenschlachten hielten seit Samstag an. Es gibt Vermutungen, wonach mindestens 33 Personen getötet und über 1000 Personen verletzt wurden. Das ägyptische Kabinett hat seinen Rücktritt angeboten, der Militärrat muss noch zustimmen. Bekannt wurde dass, laut Human Rights Watch, seit Februar etwa 12.000 Ägypter vor Militärtribunale gestellt wurden.
Mittwoch, 23. November
Seit dem 18. November ununterbrochene Demonstrationen und Straßenschlachten. Der Militärrat bestätigt den 28. November als Wahltag für das Parlament und benennt erstmals den Juli 2012 als Datum bis zu dem der ägyptische Präsident zu wählen sein wird. Bisher sind mindestens 36 Menschen zu Tode gekommen und etwa 2000 Menschen verletzt worden.
Donnerstag, 24. November
Der Militärrat hat den Rücktritt der Regierung angenommen und mit Kamal El-Ganzouri einen neuen Premierminister ernannt. El-Ganzouri war bereits in der Ära Mubarak Premierminister. Im Anschluss an die Ernennung El-Ganzouris wurde in den Folgetagen ein neues Regierungskabinett zusammengestellt, das schließlich am 7. Dezember vereidigt werden konnte. Nach Planungen soll die Interimsregierung mindestens bis Juni 2012 die Amtsgeschäfte führen. Die Straßenschlachten pausierten am selbigen Tag, da eine „Waffenruhe“ ab 6 Uhr morgens vereinbart worden war. Die Demonstrationen gingen weiter.
Montag, 28. November
Die Parlamentswahlen zur Volksversammlung begannen. Es werden drei Wahlgänge stattfinden und jeweils nur die Bürger in einigen Provinzen des Landes am selben Tag wählen. Dabei geben sie jeweils drei Stimmen ab: Eine Stimme für eine Parteiliste und zwei Stimmen für Direktkandidaten. Der eine Direktkandidat muss ein Arbeiter oder Landwirt sein, beim anderen Direktkandidat gibt es keine beruflichen Vorgaben. In weiteren Provinzen wird am 14. Dezember und am 3. Januar gewählt. Die Demonstrationen, beispielsweise auf dem Tahrir-Platz, halten an.
Donnerstag, 8. Dezember
Das endgültige Endergebnis der Wahl in den ersten Provinzen steht noch nicht fest. Wahrscheinlich werden von den bisher zu vergebenden 168 Mandate (von insgesamt 498 Mandate) 80 Mandate an die islamistische Freiheits- und Gerechtigkeitspartei, 33 Mandate an die salafistische Partei des Lichts, gleichfalls 33 Mandate an die Mitte-links positionierten Parteien und Parteienallianzen und 22 weitere Mandate an andere Parteien und unabhängige Kandidaten gehen.
Mittwoch, 14. Dezember
Die zweite Etappe der Parlamentswahlen, bei der 180 Mandate der insgesamt 498 Mandate vergeben werden, beginnt.
Freitag, 16. Dezember
Der erst kürzlich eingerichtete 30-köpfige zivile Beirat des Obersten Rats der Streitkräfte hat seine Arbeit aus Protest gegen das gewalttätige Vorgehen (mit mehreren Toten) des Militärs gegen eine Demonstration unterbrochen.
Samstag, 17. Dezember
Die Proteste gehen weiter. In den zwei Tagen sind 10 Menschen getötet und über 400 verletzt worden. Zudem sei die Bibliothek mit den Originalen der Schriften Napoleons ein Raub der Flammen geworden.
Dienstag, 27. Dezember
Bisher wurden mehrere weibliche Demonstranten von einem Arzt nach ihrer Festnahme untersucht, um festzustellen, ob sie noch Jungfrauen seien. Ein ägyptisches Verwaltungsgericht hat der ägyptischen Armee nun verboten, weiterhin diese „Jungfrauentests“ vorzunehmen.
Dienstag, 3. Januar
Die dritte und letzte Etappe der Parlamentswahlen beginnen.
Freitag, 20. Januar
Das amtliche Endergebnis der Parlamentswahl zeigt, dass die islamische Freiheits- und Gerechtigkeitspartei auf 45,7 Prozent kommt, die salafistische Partei des Lichts erreicht 24,6 Prozent, die liberale Partei Neue Wafd-Partei und das liberale Parteienbündnis Ägyptischer Block erreichen 8,4 Prozent und 6,6 Prozent. Das Parteienbündnis Die Revolution geht weiter erzielte 2 Prozent.
Montag, 23. Januar
In der ersten Sitzung des Parlaments wurde Saad al-Katatni, Generalsekretär der Freiheits- und Gerechtigkeitspartei, zum ägyptischen Parlamentspräsident ernannt. Eine wichtige Aufgabe des Parlaments ist es eine verfassungsgebendes Versammlung zu bilden, um eine neue Verfassung für Ägypten zu formulieren.
Mittwoch, 25. Januar
Zum Jahrestag der Revolution wurden die Notstandsgesetze weitgehend aufgehoben, sie sollen nur noch für „Gewaltverbrechen“ weiter gelten. Was damit gemeint ist, ist unklar. Des Weiteren werden über 1.950 Gefangene von der Militärjustiz freigelassen.
Sonntag, 29. Januar
Die erste Runde der Wahlen zur Schura begannen.
Montag, 30. Januar
Die Proteste vor dem Maspero-Gebäude in Kairo, in welchem die Hauptniederlassung der „Egyptian Radio and Television Union“ (ERTU) untergebracht ist, halten weiter an. Der Protest der Straße richtet sich gegen die staatlich gelenkte Berichterstattung, wie sie in den in Staatshand befindlichen Radio- und Fernsehsendern verbreitet wird. Die staatlichen Medien arbeiten weitestgehend für die Interessen des Militärrats, wodurch sich die Demonstranten in ihren Anliegen nicht adäquat dargestellt finden. Tagelang harren sie derweil in einem sogenannten „Sit-in“ vor dem Maspero-Gebäude aus. Einzelne Personen aus dem Pulk der Demonstranten sind im Laufe des Protests von der Presse und vom Staatsfernsehen interviewt worden.
Freitag, 3. Februar 2012
Straßenschlachten nach der Stadion-Katastrophe von Port Said.
Montag, 6. Februar 2012
Trotz einer drohenden Kürzung der US-Militärhilfe, klagt das ägyptische Justizministerium 43 Mitarbeiter ausländischer Organisationen an. Betroffen sind neben der Konrad-Adenauer-Stiftung vor allem vier US-amerikanische Organisationen: das National Democratic Institute (NDI), das International Republican Institute (IRI), Freedom House und das International Center for Journalists (ICJ). Den Mitarbeitern wird vorgeworfen, sie hätten die Sicherheit des Landes gefährdet, ohne Genehmigung gearbeitet und ausländische Gelder erhalten.
Sonntag, 26. Februar 2012
Am 26. Februar 2012 verurteilte ein Gericht in Helwan Kamal Abbas, den Hauptkoordinator des Center for Trade Union and Workers Services – CTUWS, zu sechs Monaten Haft – „wegen Beleidigung eines Amtsträgers“. Abbas wurde angeklagt und verurteilt, weil er Ismail Ibrahim Fahmy, dem Vorsitzenden der noch dem Mubarak-Regime entstammenden und von der damaligen Regierung vollständig dominierten ägyptischen Gewerkschaftsdachverbandes Egyptian Trade Union Federation (ETUF), während einer Rede auf einer Konferenz der International Labor Organization – ILO am 9. Juni 2011 in Genf ins Wort gefallen war. Abbas hatte sich verbeten, dass die Interessen der ägyptischen Arbeiter von Fahmy bzw. der ETUF weiterhin vertreten wurden:
„Genug! … All die Jahre! … Genug der Verbrechen! … Ihr habt bei den Deals der Privatisierungen mitgemacht! Ihr habt die himmelschreienden Angriffe auf die Rechte der Arbeiterschaft ermöglicht und gerechtfertigt! … Ihr habt ungestraft das Mubarak-Regime mit all seiner Korruption, Repression und Tyrannei verteidigt und habt [obendrein noch] versucht die Ermordung der Revolutionäre auf dem Tahrir-Platz zu vertuschen!“
In einer Pressemitteilung vom 29. Februar 2012 teilte die CTUWS mit, dass dieser Aburteilung jegliche Rechtsgrundlage fehle und es sich um einen politischen Akt handele, der sich gegen die neue Gewerkschaftsbewegung richte. Kamal Abbas erklärte zu dem Urteil:
„Dies ist ein Angriff von konterrevolutionären Kräften gegen Aktivisten. Gegen Aktivisten, die sich für die Rechte der Arbeiterschaft einsetzen, oder gegen politische Aktivisten. Das Ganze ist nichts anderes als eine Fortsetzung der [bekannten] Praktiken des gestürzten Regimes.“
In Folge solidarisierten sich mit Kamal Abbas zahlreiche internationale Gewerkschaftsverbände – wie etwa der Internationale Gewerkschaftsbund – und forderten die sofortige Aufhebung des Urteils.
Mittwoch, 29. Februar 2012
Die Termine für die ersten Präsidentschaftswahlen in Ägypten (nach dem Rücktritt von Hosni Mubarak) wurden vom Vorsitzenden der Wahlkommission (Higher Committee for Presidential Elections – HCPE), Farouk Sultan, bekanntgegeben: Kandidaten und Kandidatinnen können sich zwischen 10. März und 8. April registrieren lassen. Zulassungskriterien sind unter anderem ein Mindestalter von 40 Jahren, die ägyptische Staatsbürgerschaft, 30.000 übers Land verteilte Unterstützungserklärungen oder die Unterschriften von 30 Parlamentsabgeordneten.
Der offizielle Wahlkampf soll vom 30. April bis zum 20. Mai laufen. Am 23. und 24. Mai 2012 sollen die Ägypter dann zur Wahl gehen. Falls keiner der Kandidaten auf Anhieb mehr als 50 Prozent erhält, ist eine Stichwahl zwischen den beiden Bestplatzierten am 16. und 17. Juni vorgesehen. Im Ausland lebende Ägypter können bereits vom 11. bis 17. Mai (bzw. 3. bis 9. Juni) ihre Stimme abgeben. Das amtliche Endergebnis soll dann am 21. Juni verkündet werden.
Der derzeit regierende Militärrat hat versprochen, nach der Wahl eines Präsidenten die Macht an eine zivile Regierung zu übergeben.
Samstag, 3. März 2012
Am Samstag, den 3. März 2012 wurde auf einer gemeinsamen Versammlung von Volksversammlung und Schura-Rat ein 30-köpfiges Komitee gewählt, das die endgültigen Kriterien und Verfahren für die Wahl des 100-köpfigen Verfassungs-Ausschusses bestimmen soll. Laut Artikel 60 der Verfassungs-Deklaration (Constitutional Declaration) des SCAF vom 30. März 2011 sollen die Abgeordneten von Volksversammlung und Schura-Rat binnen sechs Monaten nach ihrer Wahl auf einer gemeinsamen Versammlung einen Ausschuss von 100 Mitgliedern wählen, der den Entwurf einer neuen Verfassung erarbeiten soll. Die ägyptische Bevölkerung soll dann – nachdem der Verfassungsentwurf 15 Tage lang zur Einsichtnahme öffentlich ausgelegt wurde – per Referendum über Annahme oder Ablehnung der (neuen) Verfassung entscheiden. Vom SCAF war die Constitutional Proclamation (Interims- / Übergangsverfassung) veröffentlicht worden, nachdem er am 13. Februar 2011 das mit massivem Wahlbetrug – noch unter Mubarak – gewählte Parlament (Nationalversammlung und Schura-Rat) aufgelöst und die bis dahin geltende Verfassung außer Kraft gesetzt hatte.
Das nun gebildete Komitee nimmt bis zum 8. März Vorschläge hinsichtlich der Zusammensetzung des 100-köpfigen Ausschusses entgegen. Am 17. März sollen diese Vorschläge von der gemeinsamen Versammlung der beiden Häuser diskutiert werden und am 24. März 2012 soll die verfassungsgebende Versammlung dann endgültig gewählt werden.
Freitag, 4. Mai 2012
Knapp drei Wochen vor der Präsidentschaftswahl haben in Kairo und Alexandria tausende Ägypter, vor allem Jugendliche, gegen den Militärrat demonstriert. Sie forderten eine umgehende Machtübergabe an eine Zivilregierung. Vor dem Verteidigungsministerium, in den Straßen angrenzend zum Kairoer Stadtteil El-Abbassiyah, kam es zu stundenlangen Straßenschlachten mit den dort in Bereitschaft stehenden Sicherheitskräften. Eingesetzt gegen die Demonstranten wurden Wasserwerfer, Schlagstöcke, Tränengas und auch scharfe Munition. Um das Verteidigungsministerium herum wurden Schützenpanzer postiert und eine Barriere aus Stacheldraht angelegt. Zur Eskalation der Gewalt kam es, als die Protestierenden versuchten, den Stacheldraht beiseite zu räumen. Die vorläufige Bilanz dieser Auseinandersetzung lautet: zwei Tote und 130 Verletzte. In der ersten Maiwoche starben in Ägypten allein neun Menschen in den politischen Auseinandersetzungen. Im Vorfeld der Präsidentschaftswahl hat der Militärrat dem Volk versprochen, dass er sich nach der Wahl aus dem politischen Geschehen heraushalten wolle, hingegen mit seinen bisherigen Taten den Eindruck gefestigt, dass er das genaue Gegenteil tun werde.
23. und 24. Mai 2012
Für die Stichwahl zum Präsidenten (16. und 17. Juni) haben die Wähler Ahmad Schafiq (von Husni Mubarak im Januar 2011 zum Ministerpräsidenten ernannter Offizier der Luftwaffe) und Mohammed Mursi (erster Parteivorsitzender der islamistischen und wirtschaftsliberalen Freiheits- und Gerechtigkeitspartei) bestimmt.
Mursi erreichte 24,9 Prozent, Schafik 24,4 Prozent. Hamdin Sabahi (Vorsitzender der linksgerichteten und nasseristischen Partei der Würde) wurde mit 21,1 Prozent Dritter und Abdel Moneim Abul Futuh (ehemaliger Muslimbruder) mit 17,8 Prozent Vierter.
Donnerstag, 31. Mai 2012
Der Ausnahmezustand wurde aufgehoben. Er wurde 1981 nach der Ermordung des damaligen Präsidenten Anwar as-Sadat verhängt.
Donnerstag, der 14. Juni 2012
Das ägyptische Verfassungsgericht entschied, dass die Zulassung von Ahmad Schafiq zur Präsidentschaftswahl zulässig war und dass von den parteiunabhängigen Kandidaten viele nur scheinbar unabhängig waren – viele schlossen sich sofort nach der Wahl einer Fraktion an – so dass deren Wahl deshalb ungültig ist.
Samstag, der 16. Juni 2012
Der Oberste Rat der Streitkräfte löst die Volksversammlung auf. Den Abgeordneten wird der Zutritt verwehrt.
Sonntag, 18. Juni 2012
Der Militärrat änderte die Übergangsverfassung derart ab, dass er das Gesetzgebungs- und Budgetrecht der Volksversammlung übernehmen kann. Des Weiteren billigt er sich ein Vetorecht über den Inhalt einer neuen Verfassung zu. Neue Wahlen zur Volksversammlung soll es erst nach der Ausarbeitung einer Verfassung geben, die per Referendum vom Volk bestätigt werden muss.
Sonntag, 8. Juli 2012
Präsident Mursi setzte das Parlament per Dekret wieder ein und forderte es auf wieder zusammenzutreten.
Dienstag, 10. Juli 2012
Die Abgeordneten der Volksversammlung tagten kurz am Vormittag, obwohl das Verfassungsgericht am Tag zuvor die Auflösung und ihre Entscheidung noch einmal für bindend erklärte, und entschieden ein Berufungsgericht anzurufen. Die Eröffnungsrede des Parlamentssprechers Saad al-Katatni wurde im Fernsehen übertragen. Er sagte unter anderem, dass er die Entscheidung des Gerichts nicht infrage stelle. Die meisten liberalen und linken Abgeordneten der Volkskammer waren allerdings der Sitzung ferngeblieben. Am Abend hebt das Verfassungsgericht das Dekret von Präsident Mursi zur Wiedereinsetzung des Parlaments auf.

### Umsturz in Ägypten 2013
Der Umsturz in Ägypten 2013 ereignete sich, als nach anhaltenden Massenprotesten in Ägypten der gewählte Staatspräsident Mohammed Mursi und seine von der Muslimbruderschaft gestützte Regierung am 3. Juli 2013 vom ägyptischen Militär unter Leitung des Militärratschefs Abd al-Fattah as-Sisi abgesetzt wurden. Begründet wurde der Umsturz mit der zunehmenden Unzufriedenheit in der Bevölkerung aufgrund politischer und ökonomischer Missstände.
Nachdem sich die US-Regierung weigerte, die Machtübernahme durch die Armeeführung als Putsch zu qualifizieren und nachträglich als „Schritt zur Wiederherstellung der Demokratie“ akzeptierte, blieb die begriffliche Einordnung des Militärcoups ungeklärt.

## Internationale Reaktionen (bis Mitte 2012)
Der US-amerikanische Präsident Barack Obama sowie der UN-Generalsekretär Ban Ki-moon forderten ein Ende der Gewalt und mahnten die Einhaltung der Bürgerrechte an – insbesondere das Recht auf freie Meinungsäußerung sowie die Informations- und Versammlungsfreiheit. Nach einem Bericht der New York Times diskutierte die US-Regierung mit ägyptischen Regierungsbeamten mehrere Varianten für einen Machtwechsel nach einem sofortigen Rücktritt Mubaraks.
Die deutsche Bundeskanzlerin Angela Merkel, Frankreichs Staatspräsident Nicolas Sarkozy und der britische Premierminister David Cameron hatten den ägyptischen Präsidenten Husni Mubarak in einer gemeinsamen Erklärung aufgefordert, einen Wandel in seinem Land einzuleiten. Ein „Transformationsprozess“ müsse sich in einer Regierung widerspiegeln, die sich auf eine breite Basis stütze, sowie in freien und fairen Wahlen.
Der Präsident des Europäischen Rates Herman Van Rompuy verlangte ein Ende der Gewalt gegen Demonstranten und die Freilassung aller politischen Gefangenen. Die Staatschefs der Europäischen Union verhielten sich in der Frage eines möglichen Machtwechsels zurückhaltend, Silvio Berlusconi befürwortet sogar einen Verbleib Mubaraks an der Macht: „Ich hoffe, dass es in Ägypten einen Übergang zu einem demokratischeren System ohne Umsturz geben kann, mit einem Präsidenten wie Mubarak“.
Der russische Außenminister Sergei Lawrow äußerte die Hoffnung, dass „die ägyptische Führung und die gesamte Gesellschaft ein hohes nationales Verantwortungsbewusstsein zeigen und alles Notwendige tun werden, um die Situation zu stabilisieren und den Bürgerfrieden zu sichern, der für den Fortschritt und die Erfüllung der Erwartungen des Volkes notwendig ist“.
Die Reaktionen aus Israel fielen zurückhaltend aus. Der israelische Politiker und Brigadegeneral Benjamin Ben Eliezer, bekannt als Experte für israelisch-arabische Beziehungen und als Freund Omar Suleimans, der von Husni Mubarak zum ägyptischen Vize-Präsidenten ernannt wurde, sagte: „Ich halte eine Revolution in Ägypten für unmöglich, die Lage dort wird sich beruhigen“. Das israelische Außenministerium erklärte, es handle sich um innere Angelegenheiten eines Nachbarstaates.
Ajatollah Ali Chamenei, geistliches Oberhaupt des Irans, verglich den Aufstand, den er als „Zeichen des islamischen Erwachens“ sieht, mit der Iranischen Revolution 1979 und rief das ägyptische Volk auf, sich für ein auf der „islamischen Religion basierendes Regime des Volkes“ einzusetzen. Mubarak sei ein „Diener der Zionisten und der USA“.
Die Organisation Reporter ohne Grenzen (ROG) verurteilte am 3. Februar 2011 die Gewalt gegen internationale Medienvertreter durch Anhänger von Mubarak und die zahlreichen Festnahmen von Journalisten. „Die Liste der Misshandlungen von Journalisten durch Anhänger von Präsident Hosni Mubarak wird von Stunde zu Stunde länger“, so ROG-Generalsekretär Jean-François Julliard.
Die Hohe Kommissarin der Vereinten Nationen für Menschenrechte Navanethem Pillay hat am 4. Februar 2011 bei einer Pressekonferenz in Genf zu einer unparteiischen und transparenten Ermittlung um die gegenwärtigen Unruhen in Ägypten aufgerufen. „Es bedarf einer transparenten und unvoreingenommenen Untersuchung, um festzustellen, ob diese Unruhen geplant waren und wenn ja, dann von wem“. „Ein Regime, das seinem Volk die Grundrechte entzieht und sich auf einen erbarmungslosen Apparat zur Unterdrückung seines Willens stützt, ist langfristig zum Scheitern verurteilt“, sagte Pillay.
Nach Angaben der Menschenrechtsorganisation Human Rights Watch (HRW) vom 7. Februar 2011 sollen im Laufe der ersten Tage der Unruhen (vom 26. Januar bis zum 3. Februar) in Kairo 232 Menschen ums Leben gekommen sein, darunter 217 Personen in den Tagen bis zum 30. Januar 2011. Weitere 15 Menschen starben am 2. und 3. Februar 2011 bei Zusammenstößen zwischen Anhängern und Gegnern der Regierung auf dem Tahrir-Platz. In Alexandria wurden 52 und in Suez 13 Todesopfer gemeldet. Rechnet man die Toten von Beni Suef noch hinzu, so gelangt man auf 314 Tote. Die auf den 3. Februar folgenden Tage sind hierin nicht inbegriffen.
Amnesty International wies darauf hin, dass nach der Räumung des Tahrir-Platzes in Kairo am 9. März von ägyptischen Soldaten gewaltsam sogenannte „Jungfräulichkeitstests“ an Demonstrantinnen vorgenommen wurden. Ein ägyptischer General bestätigte und verteidigte diese Praxis.

## Verfassungsentwurf und erneute Proteste im November 2012
Ende November 2012 kommt es erneut zu Großdemonstrationen in Kairo auf dem Tahrir-Platz. Auslöser war eine Ausweitung der Machtbefugnisse von Präsident Mohammed Mursi, mit denen dieser die Kontrolle der Justiz über von Mursi verfügte Dekrete sowie über die von den Muslimbrüdern und islamischen Kräften dominierten Parlamentskammern und die Verfassunggebende Versammlung Ägyptens stark einschränkte. Insbesondere wurde ein ausstehendes Gerichtsverfahren verhindert, welches klären sollte, ob die Verfassunggebende Versammlung rechtmäßig zustande gekommen ist.
Am 29. November stimmte die Verfassunggebende Versammlung über einen Verfassungsentwurf ab, über den in einer Volksabstimmung entschieden werden soll. Mitglieder von liberalen, linken und säkularen Parteien blieben der Abstimmung aus Protest fern. Sie kritisieren u. a. deutliche religiöse Bezüge (so sollen dem Entwurf zufolge „die Grundsätze der Scharia, also des islamischen Rechts, die Hauptquelle der Gesetzgebung“ sein) sowie fehlende Pressefreiheit. In den folgenden Tagen kam es daraufhin zu Demonstrationen und gewaltsamen Auseinandersetzungen mit Verletzten und Todesfällen.
Trotz schwerer Proteste kam es am 15. Dezember zum Referendum. Die neue Verfassung wurde mit 63,8 % der Stimmen angenommen.

### Monographien
- Gregory Aftandilian: Presidential Succession Scenarios in Egypt and Their Impact on U.S.-Egyptian Strategic Relations. (= PUB1084). Carlisle, Pennsylvania: US Army War College, Strategic Studies Institute, September 2011. – ISBN 1-58487-506-2. PDF, 62 S., 2,6 MB.
- Abdel Monem Said Aly: State and Revolution in Egypt: The Paradox of Change and Politics. (Reihe: Crown Essay Series, 2). Waltham (Massachusetts): Brandeis University, Crown Center for Middle East Studies, Januar 2012. – ISBN 978-0-9844714-4-7. – PDF, 100 S., 584 kB.
- Alaa Al Aswany: On the State of Egypt: What Made the Revolution Inevitable. – 1. Auflage, 208 S. – New York: Vintage Books, März 2012. – ISBN 978-0-307-94698-0.
- Edith Bernhauer, Mélanie C. Floßmann-Schütze: Ägypten nach der Revolution: Fotografien von Edith Bernhauer aus dem Frühjahr 2011. Haar: Verlag Patrick Brose, Dezember 2011. – ISBN 978-3-9812000-7-2.
- Cilja Harders: Revolution I und II – Ägypten zwischen Transformation und Restauration. In: Arabellions. Springer-VS, Wiesbaden 2013, ISBN 978-3-531-19272-7, S. 19–42.
- Peter Hessler: The Buried: An Archaeology of the Egyptian Revolution. Penguin, New York 2019, ISBN 978-0-525-55956-6.
- Imad Mustafa: Revolution und defekte Transformation in Ägypten. Säkulare Parteien und soziale Bewegungen im »Arabischen Frühling«. transcript, Bielefeld 2021, ISBN 978-3-8376-5754-8, online abrufbar unter transcript-open.de.
- Dan Tschirgi, Walid Kazziha, Sean F. McMahon (Hrsg.): Egypt’s Tahrir Revolution. Lynne Rienner, Boulder 2013, ISBN 978-1-58826-884-6.
- Cordula Weißköppel: Transformation religiöser Kultur? Koptisch-orthodoxe Christen Ägyptens im Kontext revolutionären Umbruchs. In: Transformationen des Kulturellen. Springer-VS, Wiesbaden 2013, ISBN 978-3-531-19238-3, S. 57–75.

Zu den Ursachen der Revolution
- Galal Amin: Egypt in the era of Hosni Mubarak 1981–2011 Cairo: The American University in Cairo Press, 2011.
- John R. Bradley: Inside Egypt: The Land of the Pharaohs on the Brink of a Revolution. – 1. Auflage, geb., 242 S. – Basingstoke: Palgrave Macmillan, Juni 2008. – ISBN 978-1-4039-8477-7 – In diesem Buch sagte Bradley den Umsturz in Ägypten voraus; es wurde vom Mubarak-Regime umgehend verboten. – Vgl.: Marlene Weiss: Proteste in Ägypten: „Die Zeit war reif für eine Revolution“. Interview mit John R. Bradley. Süddeutsche Zeitung, 10. Februar 2011.
- Lars Gaiser: Leben und Handeln in Kairo. Sozialwissenschaftliche Analysen einer Gesellschaft im Umbruch Wiesbaden: Dr. Ludwig Reichert Verlag 2011. – ISBN 978-3-89500-836-8.

### Artikel und Analysen
- Broken Promises: Egypt’s military rulers erode human rights. London: Amnesty International Publications, November 2011. PDF, 62 S., 512 kB – (Online).
- Marwa Awad: In Egypt’s military, a march for change. Reuters Special Report, 10. April 2012. PDF, 5 S., 3,9 MB.
- Is the Egyptian Military interested in genuine reform? (PDF; 1 MB) Ergebnisse einer repräsentativen Umfrage/Erhebung des Instituts YouGov Siraj, Doha (online), Katar unter ägyptischen Bürgern vom November 2011. PDF, 23 S., 1002 kB.
- Hillel Frisch: Egypt’s Constitutional Crisis: The Military versus the Islamists. (= BESA Center Perspectives Paper No. 155). Ramat Gan (Tel Aviv): Bar-Ilan University, The Begin-Sadat Center for Strategic Studies, 16. November 2011. PDF, 4 S., 223 kB.
- Germany Trade and Invest, Gesellschaft für Außenwirtschaft und Standortmarketing mbH (Hrsg.): Ägypten im Fokus: Chancen und Projekte. Bonn: November 2011 – PDF, 28 S., 11,6 MB.
- Cengiz Günay: Ägypten – von der Revolution zur islamischen Demokratie? (= Kurzanalyse 3/12). Österreichisches Institut für Internationale Politik, März 2012. PDF, 5 S., 120 kB.
- Shadi Hamid: An Unfinished Revolution. In: Georgetown Journal of International Affairs, S. 70–78, Sommer/Herbst 2011. PDF, 9 S., 139 kB – Shadi Hamid ist Forschungsdirektor beim Brookings Doha Center in Katar, lehrte an der Stanford University und war für das US-Außenministerium tätig.
- Lost In Transition: The World According To Egypt’s SCAF (= Middle East Report No. 121) – International Crisis Group, 24. April 2012. PDF, 35 S., 2,1 MB.
- News Coverage prepared for: The European Union delegation to Egypt. (PDF; 1,3 MB) Brüssel: IPSOS, European Union External Action eeas.europa.eu, 19. Januar 2012. PDF, 38 S., 1,2 MB – Vgl.: EU delegation in Egypt praises democratisation process. Al-Ahram, 18. Januar 2012.
- Katarína Králiková: Aftertaste of Egypt’s Revolution: Not Really Sweet, But Not Only Bitter. Bratislava: Slovak Atlantic Commission, Central European Policy Institute, Globsec 2012. PDF, 3 S., 483 kB.
- Fyodor Lukyanov: The Arab Spring in global context. Russia in Global Affairs, 6. Januar 2012. Fjodor Lukjanow (dt. Transliteration) ist Chefredakteur der russischen außenpolitischen Fachzeitschrift.
- Stephan Roll: Das Militär und die Muslimbrüder: Kommt es zu einer Machtteilung in Ägypten?. (= SWP-Aktuell 6). SWP Berlin, Februar 2012. PDF, 4 S., 81 kB.
- Jeremy M. Sharp: Egypt in Transition. (= CRS Report for Congress RL33003). Congressional Research Service, 8. Februar 2012. PDF, 17 S, 326 kB.
- Sasha Simic: Egypt’s revolution one year on – the overthrow of Hosni Mubarak was just the start. (PDF; 271 kB), Februar 2012. – ISBN 978-0-9569546-8-8 – PDF, 12 S., 265 kB.
- Jürgen Trittin und Kerstin Müller: Ägypten im Aufbruch. Besuch in Kairo Januar 2012. (Reisebericht) – PDF, 7 S., 128 kB.

Zur Rolle der klassischen und Neuen Medien im Verlauf der Revolution
- Mahmoud Khalifa: The role of information technology in defeating the Arab regimes: Facebook 2-0 Arab presidents. The Committee on Free Access to Information and Freedom of Expression (FAIFE), April 2011. – PDF, 9 S., 78 kB
- Mohamed Nanabhay und Roxane Farmanfarmaian: From spectacle to spectacular: How physical space, social media and mainstream broadcast amplified the public sphere in Egypt’s ‘Revolution’. In: The Journal of North African Studies, Jg. 16, Nr. 4, S. 573–603, 15. Dezember 2011. PDF, 33 S., 518 kB
- Annette Ranko: Die Medienrevolution. Von al-Jazeera bis Facebook. In: Informationen zur politischen Bildung, Nr. 317, Bundeszentrale für politische Bildung, Bonn 2012, S. 68.
- Zeynep Tufekci, Christopher Wilson: Social Media and the Decision to Participate in Political Protest. Observations From Tahrir Square. In: Journal of Communication, Band 62, Nr. 2, April 2012, S. 363–379, doi:10.1111/j.1460-2466.2012.01629.x